# Personaggi di Infinite Dendrogram
Questo è un elenco dei personaggi che appaiono nella serie di light novel Infinite Dendrogram di Sakon Kaidō e pubblicata da Hobby Japan.

## Personaggi principali
Reiji Mukudori (椋鳥 玲二?, Mukudori Reiji) / Ray Starling (レイ・スターリング?, Rei Sutāringu)
Doppiato da: Sōma Saitō
Il protagonista della storia, che decide di festeggiare il superamento degli esami di liceo acquistando una copia di Infinite Dendrogram due anni dopo l'uscita del gioco. Sceglie di iniziare la sua avventura nel Regno di Altar dove diventa un Paladino, una classe focalizzata sull'uso dell'elemento sacro e sugli attacchi con la spada; viene, tuttavia, fortemente criticato per il suo senso della moda, ben lontano dalla tipica immagine di un Paladino - anche Mr. Franklin rivela di provare pietà per lui -, e, anzi, diventando sempre più oscuro. Fin dalla sua prima missione, in cui scopre il funzionamento del gioco, per certi versi simile alla vita reale, dimostra di possedere un forte senso di giustizia, che lo porta a scontrarsi contro avversari molto forti e anche in situazioni avverse, dovuto all'ammirazione che prova per suo fratello. Durante la battaglia di Gideon perde il braccio sinistro, ma riesce a sconfiggere sia Hugo sia Franklin, il che aumenta notevolmente la sua reputazione all'interno del gioco e gli fa guadagnare il soprannome di "Unbreakable". Per poter partecipare alla conferenza di pace tra il Regno di Altar e l'Impero Dryfe decide di unirsi a un clan, ma in seguito, su consiglio di Xunyu, ne fonda uno chiamato Death Period, ponendosi al secondo posto nella classifica del regno e con il maggior numero di Superior nella parte occidentale del continente.
Nemesis (ネメシス?, Nemeshisu)
Doppiata da: Yūko Ōno
L'Embryo Type Maiden-Arms di forma quattro di Ray, conosciuta come Maiden della vendetta, presentandosi come una ragazzina vestita con abiti gotici, ma può assumere anche la forma Black Blade, una spada usata da Ray come arma corpo a corpo, e possiede le abilità Counter Absorption, in grado di creare una barriera che annulla ogni attacco, e Vengeance is Mine, la sua abilità firma che infligge il doppio dei danni ricevuti da Ray. È una ragazza di buon cuore, che si prende cura di Ray nonostante a volte lo rimprovera quando si dimostra ridicolo, ed è molto orgogliosa delle sue capacità. Durante il viaggio verso Gideon ottiene una seconda forma chiamata Flag Halberd, un'alabarda con un flusso di energia simile a una bandiera in grado di invertire gli effetti dei malus. In seguito ottiene altre due forme: la terza è suddivisa nella versione α Black Shield, uno grosso scudo rotondo in grado di usare Counter Absorption, e la versione β Shooting Wheel, una grande girandola dai bordi metallici che cerca il bersaglio quando lanciata e in grado di usare Vengeance is Mine infliggendo il triplo dei danni; la quarta è Black Mirror, uno specchio alato che galleggia dietro Ray, le cui ali sono in realtà due spade corte che possono usare Vengeance is Mine ma infliggendo metà del danno, ed è in grado di aumentare una delle statistiche di Ray in modo che corrisponda a quella di chi lo ha attaccato. Una volta evolutasi nella sua quarta forma ottiene un aspetto più adulto.
Shuichi Mukudori (椋鳥修一?, Mukudori Shuichi) / Shu Starling (シュウ・スターリング?, Shū Sutāringu)
Doppiato da: Satoshi Hino
Il fratello maggiore di Ray, uno dei primi giocatori di Infinite Dendrogram. Quando era più giovane, Shu faceva parte dell'industria dell'intrattenimento, lavorando come attore e cantante in vari ruoli, dopodiché iniziò a studiare arti marziali e a partecipare a competizioni durante i suoi anni di scuola superiore, culminando nel diventare campione mondiale della competizione Under 16 della Unlimited Pankration. Durante gli anni universitari, Shu ha spesso accompagnato alcuni dei suoi professori in viaggi fuori dal Giappone, dove ha preso l'abitudine di acquistare i biglietti della lotteria. Alla fine vinse e usò i soldi per acquistare diversi condomini a Tokyo. A causa del fatto che è entrato nel gioco con il suo vero aspetto, per nascondere la sua vera identità indossa diversi costumi, ricavati dagli UBM, in base alla situazione; principalmente indossa l'Hind Bear, un costume da orso ricavato dall'UBM mitico Kim-un-Kamuy, che aumenta il suo potere difensivo e può trasformarsi nella sua vera forma come Tessuto divino, il quale diventa un hakama fatto con la pelliccia di orso che aumenta la Forza. È conosciuto con l'identità di King of Destroy, il giocatore con il più alto numero di uccisioni del regno, nonché uno dei tre Superior conosciuti come i Tre Grandi del regno di Altar per aver sconfitto il Drago Tri-Zenith Gloria. Si è concentrato principalmente sulla Forza, ottenendo una potenza mostruosa, ma di contro non è altrettanto agile e veloce, cosa che viene compensata dalla sua esperienza nelle arti marziali. Diventa un membro del clan Death Period.
Baldr (バルドル?, Barudoru)
L'Embryo Type Guardian Fortress Gear Weapon di forma sette di Shu, conosciuta come Nave da guerra divina, in grado di assumere la forma di diversi tipi di armi da fuoco, in particolare la settima in cui diventa una corazzata robot, la cui potenza di fuoco è tale da devastare intere aree. Essendo una macchina la personalità di Baldr è piuttosto robotica, ma ha dimostrato di possedere qualità simili a quelle umane, ad esempio investendo il suo Master per aver utilizzato il pulsante di autodistruzione per il proprio guadagno personale, dopo essere stata completamente ripristinata. A causa del possesso di più funzioni, Baldr presenta alcuni svantaggi significativi in termini di funzionalità a causa della mancanza di risorse, e poiché non le concentra solo come Fortress il costo materiale per la produzione di munizioni è estremamente elevato. Inoltre, per via della differenza di dimensioni, forma e meccanismi interni tra le forme, impiega qualche tempo per cambiare forma, rendendo Shu incapace di muoversi per un po' di tempo. La sua Abilità definitiva attiva la sua modalità di attacco totale, trasformandosi in un mech corazzato controllato da Shu, in grado di riprodurre perfettamente tutti i suoi movimenti e aumentare notevolmente le sue statistiche. L'abilità richiede l'utilizzo di una cella di potenza che dura trenta minuti, e Baldr impiega ventiquattr'ore ore senza che si attivi per caricarne una. Nell'area della modalità attacco totale, inoltre, è presente il Motore senza uscita Gloria γ, ricavato dalla terza testa dell'SUBM Drago Tri-Zenith Gloria, che la fa passare in modalità Ragnarok: l'intero telaio si illumina di rosso e oro a causa dell'energia rilasciata e dell'influenza persistente di Gloria, tutte le statistiche dell'utilizzatore vengono moltiplicate per due e la potenza di attacco per dieci. L'abilità dura solo cinque minuti, momento in cui il Master riceve la pena di morte, e il tempo di restrizione dell'accesso viene aumentato a 10 giorni (nell'ora terrestre).
Lucius Holmes (ルシウス・ホームズ?, Rushiusu Hōmuzu) / Rook Holmes (ルーク・ホームズ?, Rūku Hōmuzu)
Doppiato da: Makoto Koichi
Un giocatore che diventa amico di Ray e lo aiuta durante le battaglie. Tramite la sua classe Pimp ottiene la capacità di domare e incantare i mostri, principalmente femminili, e di rafforzzarli, che poi potenzierà facendola diventare Lost Heart. Nella vita reale, è il figlio di un detective e di una ladra, dai quali ha ereditato le loro capacità deduttive. Dopo che i suoi genitori morirono in un incidente aereo, Lucius trovò una lettera di suo padre in cui gli chiese di scoprire i misteri di Infinite Dendrogram. Diventa il secondo in comando del clan Death Period. Poco prima che inizi il Tri-Flags War Game, con l'aiuto di Kasumi, Rook si infiltra nell'Impero Dryfe, dove completa da solo un dungeon evolvendo la sua classe in Lord Luxuria della serie dei Signori dei demoni. Le sue nuove abilità sono: Progress, con cui può trasformare una sua creatura in un Kin, una forma di vita unica con l'abilità di un essere umano e di un mostro, ma che ha una probabilità di successo dell'1%, e il bersaglio muore se fallisce; Neoteny, in grado di trasformare temporaneamente il bersaglio in un Kin, e se possiede delle abilità naturali l'effetto è garantito, tuttavia consuma dieci livelli di classe per minuto; The End of Lust, che trasforma il bersaglio in un Kin in modo permanente con una probabilità del 100% di successo, con un grado di potenziamento più forte delle precedenti abilità, anche se l'utilizzatore e tutte le creature diverse dal bersaglio che sono o sono mai state nel suo limite di servitori (compresi altri Kin delle precedenti classi) moriranno.
Babylon (バビロン?, Babiron)
Doppiato da: Yūki Takada
L'Embryo Type Guardner di forma quattro di Rook, conosciuta come Demone della depravazione, con l'aspetto di una succube. Ha una personalità cordiale e amichevole, andando molto d'accordo con la maggior parte delle persone. Si preoccupa profondamente per Rook e lo conforta ogni volta che si sente giù. Essendo una succube è in grado di ammaliare gli avversari maschili, potendo anche drenarne salute e mana e possibilmente assorbirne alcune abilità. Tramite il desiderio di Rook di combattere insieme a lei e ai suoi mostri, esattamente come Ray e Nemesis, Babylon sviluppa l'abilità Union Jack, che le permette di fondersi con Rook e uno dei suoi mostri per renderlo una sorta di chimera con le statistiche e le abilità combinate di tutti i componenti, permettendogli di eguagliare anche i Superior. Tuttavia, a causa del duro costo in PS, dura solo cinque minuti al massimo, e poiché un mostro addomesticato fa parte della fusione, se Rook muore anche loro muoiono.
Nagisa Ichimiya (一宮なぎさ?, Ichimiya Nagisa) / Marie Adler (マリー・アドラー?, Marī Adorā)
Doppiata da: Yōko Hikasa
Una giornalista che lavora per il Dendrogram Information Network, un'agenzia di informazioni indipendente. Fornisce a Ray le informazioni sugli ultimi eventi nel mondo di Infinite Dendrogram. Ha esperienza nelle arti marziali, ma quando decide di unirsi a un gruppo non può combattere, potendo, però, aumentare il guadagno dei punti esperienza. Nel mondo reale è una mangaka, la cui protagonista dei suoi racconti era il personaggio di Marie Adler, fino a quando l'azienda non andò in bancarotta. Quando, però, ricominciò la pubblicazione le mancò l'ispirazione, per cui decise di entrare in Infinite Dendrogram e calarsi nei panni del suo personaggio per ritrovarla. La sua classe è Death Shadow, specializzata in azioni furtive, occultamento e rilevazione di presenze e oggetti nascosti. Il suo Embryo, Raingun illusorio Arc-en-Ciel, è un Type Legion di forma sei con l'aspetto di proiettili, sparati da una pistola, da cui si manifestano delle creature che possiedono diverse abilità in base al colore; Marie può anche usare più abilità contemporaneamente, sebbene la potenza complessiva di ciascuna sarà ridotta. La sua Abilità definitiva le permette di evocare le creature del suo manga che combinano le diverse abilità dei proiettili; in questa fase può utilizzarne solo sei, la pistola diventa di grosso calibro a colpo singolo e possono essere riutilizzate dopo ventiquattr'ore. Nonostante sia una Master, ha abbastanza esperienza per sconfiggere facilmente i giocatori di rango più alto come i Superior, cosa che le ha guadagnato il soprannome di Ammazza Superior. Fa amicizia con Elizabeth, la seconda principessa di Altar, e riesce a salvarla quando Franklin la rapisce durante l'invasione di Gideon. Diventa un membro del clan Death Period.
Yuri Gautier (ユーリ・ゴーティエ?, Yūri Gōtie) / Hugo Lesseps (ユーゴー・レセップス?, Hyugo Resepusu)
Doppiato da: Ayumu Murase
Un Master dell'Impero Dryfe. La sua classe è High Driver, che gli consente di pilotare robot giganti chiamati Magingear e incrementarne le capacità. Nella vita reale, Hugo è in realtà una ragazza di nome Yuri Gautier, la cui vita è cambiata dopo il divorzio dei suoi genitori, a causa dei loro continui litigi che hanno portato in precedenza all'allontanamento di sua sorella maggiore. Ha creato il personaggio di Hugo nel tentativo di emulare i cavalieri in armatura scintillante delle rappresentazioni teatrali della madre che le piacevano. È membro del clan Triangolo della Saggezza e segue il piano di Franklin di invadere Gideon, pensando che ridurrà al minimo le perdite e metterà fine alla guerra tra Altar e Dryfe. All'inizio dell'invasione, tuttavia, Rook gli fa capire che Franklin non ha mai avuto intenzione di risparmiare i cittadini e che in realtà vuole distruggere la città e ucciderne il più possibile, facendo sì che Hugo lo tradisca e aiuti invece i difensori. Quando Ray affronta Franklin, tuttavia, Hugo interviene per difenderlo, rivelando che egli è in realtà sua sorella maggiore Francesca. Avendo perso la battaglia, Franklin rimuove Hugo dal clan nel tentativo di proteggerlo, non prima di avergli dato come regalo di compleanno l'MGFX-002 White Rose, il secondo modello della serie MGFX dei Magingear ideato appositamente per lui: un Magingear pesantemente corazzato dotato di strati di armatura simili a petali fatti con Metallo mitico e il telaio anche in mithril, e in grado di autoripararsi. Possiede le abilità Fleur d'Hiver, una barriera che blocca una certa quantità di danni, basata sull'abilità Thousand Shutter di Shield Giant, e Bouclier Planète, che rimuove la sua armatura per renderla uno scudo volante controllato da remoto. A seguito del combattimento contro l'UBM epico Drago macchina Imperial Glory, il White Rose viene distrutto, ma, grazie all'aiuto del suo vecchio amico Kalute e insieme all'Embryo di Chef Practice Silky, Hugo riesce a ripararlo e a unirlo con il Nucleo del Drago macchina che ha avuto come ricompensa, rendendolo l'MGFX-002 White Rose Full Bloom.
Cyco (キューコ?, Kyūko)
Doppiata da: Yui Ogura
L'Embryo Type Maiden-Chariot di forma quattro di Hugo, conosciuta come Maiden del ghiaccio, con l'aspetto di una ragazzina completamente ricoperta da un pesante completo bianco, dal carattere apatico ma che non si fa problemi a esprimere i propri pensieri. Il suo vero nome è in realtà Cocytus e può fondersi con il Magingear di Hugo per permettergli di usare le sue abilità, di cui quella principale è La Porte de l'Enfer, che le consente di congelare ogni tredici secondi il corpo dei nemici in base a una percentuale calcolata su quanti individui della stessa razza il bersaglio ha ucciso; tramite l'abilità Purgatory Flash, inoltre, Cocytus è in grado di usare il calore assorbito come una spada di energia termica. Una volta evolutasi nella sua quarta forma diventa una Maiden-Advance, in grado di rafforzare le capacità del veicolo di Hugo, e la sua l'abilità diventa La Porte de l'Enfer Duexieme, permettendole di congelare il corpo dei nemici in base a una percentuale calcolata sulla quantità di danni subiti da Hugo o dal suo veicolo (anche da quelli negati), moltiplicati su quanti individui della stessa razza il bersaglio ha ucciso e divisi dai suoi PV. Hugo e Cocytus hanno notato che l'abilità è influenzata dai loro incontri con Ray Starling e Nemesis.

## Regno di Altar
Conosciuto come la terra dei cavalieri, è uno dei sette paesi in cui iniziare Infinite Dendrogram, situato all'estremità occidentale del continente e caratterizzato da una cultura medievale occidentale. Originariamente era un gruppo di piccoli stati in un costante guerra tra di loro, quando il re fondatore Azurite Altar, allora solo un semplice contadino, scoprì la Spada sacra primordiale Altar e fu scelto per ricevere la classe Superior Sacred King. Dopo questo, Azurite raccolse dei compagni, intraprese molte avventure e riunì i piccoli stati nel Regno di Altar.
Liliana Grandria (リリアーナ・グランドリア?, Ririāna Gurandoria)
Doppiata da: Aoi Yūki
Una paladina che funge da vice comandante dell'esercito di Altar, succeduta a suo padre Langley come loro guida dopo che è stato ucciso da Logan Goddhart nella Prima Guerra del Cavaliere-Macchina contro Dryfe. È una discendente della famiglia Grandria di Granvaloa, che governa la Flotta pirata. Incontra Ray non appena arriva alla capitale Altea, chiedendogli aiuto per ritrovare la sorellina Milianne. Successivamente assiste il gruppo di Ray mentre difende Gideon dalle forze di Franklin.
Milianne Grandria (ミリアーナ・グランドリア?, Miriāna Gurandoria)
Doppiata da: Natsumi Haruse
La sorella minore di Liliana. Finisce in un orto infestato da mostri insetto a causa di un complotto di Franklin, venendo salvata da Ray. Milianne possiede un'intuizione estremamente acuta che le permette di evitare accuratamente il pericolo, consentendole di vagare per Altea, dalla sua capitale al palazzo reale interno, evitando i pericoli lungo la strada. Questo talento, notato nei precedenti documenti dei Tian, le permetterebbe di renderla una candidata per la classe Superior Speciale Vanguard, di cui il precedente era Valoa, uno dei fondatori di Granvaloa.
Elizabeth S. Altar (エリザベート・S・アルター?, Erizabēto Esu Arutā)
Doppiata da: Aya Uchida
La seconda principessa di Altar, una ragazzina dalla personalità curiosa e vivace, a tratti maliziosa, ma è gentile con gli altri, specialmente i suoi amici, e ha un forte senso del dovere e della responsabilità nei confronti del suo ruolo di principessa. Viene rapita e tenuta in ostaggio da Franklin come parte del suo piano per fermare la guerra tra Altar e Dryfe, ma alla fine viene tratta in salvo. Possiede un talento naturale per la furtività, cosa che le permette di sgattaiolare via molte volte.
Juri Kurosaki (黒崎樹里?, Kurosaki Juri) / Juliet (ジュリエット?, Jurietto)
Doppiata da: Yūki Kuwahara
Una Master del regno di Altar, soprannominata Corvo nero, classificata come quarta nei duelli. La sua vera identità è quella di una studentessa di scuola media. La sua classe è Knight of Falldown, con diverse abilità che riducono gli PV, inadatta alle battaglie più lunghe, e in grado di migliorare o rimuovere le maledizioni dalle armi per aumentarne le prestazioni. Il suo Embryo, Ali nere volanti Hræsvelgr, è un Type Fusion Arms di forma sei, che prende, appunto, la forma di ali nere, permettendole di volare a velocità supersonica e usare la magia del vento e dell'oscurità. Tuttavia, consuma un'enorme quantità di PM e PS e quindi non è adatto per le lunghe battaglie. La sua Abilità definitiva avvolge le braccia di Juliet con le sue piume, ruotandole così velocemente da rilasciarle come un potente attacco di attributo vento e oscuro in grado di ignorare le difese nemiche e di colpire anche gli oggetti inanimati.
Chelsea (チェルシー?, Cherushī)
Doppiata da: Maaya Uchida
Una Master del regno di Altar, precedentemente affiliata a Granvaloa, soprannominata Mare dorato vagabondo, classificata come ottava nei duelli e leader del clan Gruppo dei pirati dorati. È una ragazza con vestiti pirateschi, caratterizzata da una personalità forte e competitiva. La sua vera identità è quella di una ragazza di bassa statura poco più che ventenne. La sua classe è Great Pirate. Il suo Embryo di forma sei, Ascia del grande mare Poseidon, prende la forma di una grossa ascia in grado di evocare e manipolare i liquidi, e la sua Abilità definitiva la trasforma in un'enorme quantità di oro fuso. In seguito il clan si è sciolto a causa della scoperta che un membro aveva venti relazioni simultanee con diversi altri membri, causando danni irreparabili a livello di fiducia.
Altimia Azurite Altar (アルティミア・アズライト・アルタ?, Arutimia Azurito Arutaru)
La prima principessa di Altar nonché erede al trono dopo la morte del padre. Allenata fin dall'infanzia nell'arte della spada dal capo dell'Ordine dei cavalieri Langley Grandria, il padre di Liliana, dimostrò un talento che le permise di superare subito il suo maestro. All'età di circa dieci anni fu inviata nell'Impero Dryfe, a quel tempo in periodo di pace, dove incontrò la principessa imperiale Claudia. Le due legarono subito, vista la loro passione nelle arti marziali, e divennero amiche. Anni dopo, quando Dryfe dichiarò guerra al regno per far fronte alla carenza di cibo, Altimia esortò suo padre ad assoldare i Master con delle ricompense come aveva fatto l'Impero, ma questi si rifiutò poiché credeva che farlo avrebbe designato i Master solo come strumenti per la guerra; le proibì anche di combattere. Di conseguenza il regno perse la guerra, con il re, Langley e molti altri che vennero uccisi. Scoperto, inoltre, che gli stessi Master del regno tormentavano la gente che lei, come prossima regina, doveva proteggere, ha iniziato a perdere la fiducia in loro. Quando incontra Ray Starling, l'eroe che ha salvato la città di Gideon e sua sorella, la sua diffidenza nei confronti dei Master si riduce, e durante il tempo che passano insieme in una quest viene attratta dalla sua determinazione e forza, finendo per provare dei sentimenti nei suoi confronti. La sua classe è Sacred Princess, un tempo appartenente al re fondatore Azurite Altar ed ereditata da alcuni esponenti della famiglia reale: i capelli dei possessori diventano di colore blu come quelli di Azurite. La classe le permette di moltiplicare per dieci le sue statistiche e di rimuovere i due sigilli della sua spada, Altar la Spada Primordiale, e rivelare la sua vera forma.
Theresia Celeste Altar (テレジア・セレスタイト・アルター?, Terejia Seresutaito Arutā)
La terza principessa del Regno di Altar. Nonostante la giovane età, Theresia è molto più matura di quanto sembra. Il perché deriva dalla classe The Evil, creata dai precedenti amministratori del mondo come test per gli abitanti, la quale viene ereditata da un qualsiasi tian presente nel luogo dove è morto il precedente portatore, facendogli ereditare tutti i ricordi di quelli precedenti. La classe permette, inoltre, di salire automaticamente di livello assorbendo le risorse vaganti nell'atmosfera, rendere immuni da qualsiasi fenomeno al di fuori del sistema mondiale, rendere credibile qualsiasi bugia, anche in presenza di abilità che le smascherano, e trasformare la materia inanimata e gli esseri viventi in mostri subordinati in caso di pericolo.

### Death Period
Vincent Myers (ヴィンセント・マイヤーズ?, Vu~insento Maiyāzu) / Figaro (フィガロ?)
Doppiato da: Kenichi Suzumura
Un Superior del regno di Altar, soprannominato Catena infinita, che occupa il primo posto nella classifica dei duelli nonché uno dei tre Superior conosciuti come i Tre Grandi del regno di Altar per aver sconfitto il Drago Tri-Zenith Gloria. Inizialmente si unì al paese di Legendaria, ma dopo essersi imbattuto nel fenomeno del Circolo degli incidenti decise di trasferirsi ad Altar. Figlio primogenito del Conglomerato Myers, Vincent nacque con una grave patologia cardiaca che gli ha causato frequenti colpi quando si emozionava, trascorrendo la maggior parte della sua infanzia in ospedale e non essendo in grado di frequentare la scuola o educato per ereditare l'azienda di famiglia. Quando il rivoluzionario VRMMORPG Infinite Dendrogram fu rilasciato, la sua sorellina Catherine lo incoraggiò a giocarci. L'incredibile realismo del gioco ha permesso a Vincent di provare la sensazione di correre con le proprie forze per la prima volta nella sua vita. Si presenta come un vero maniaco della battaglia, entusiasmandosi enormemente quando combatte, e tra l'altro ha uno strano tic mentale che gli fa perdere la concentrazione quando combatte con gli alleati, costringendolo a rimanere da solo. Nonostante ciò, Figaro è amichevole e aperto, interagendo favorevolmente con la maggior parte dei duellanti di Gideon. La sua classe è Over Gladiator, che gli consente di equipaggiare qualsiasi arma e aumentare il numero degli slot disponibili, in modo da adattarsi a qualsiasi ruolo. Il suo Embryo, Stella rossa Cuordileone Cor-Leonis, è un Type Arms di forma sette che sostituisce il suo cuore, in grado di aumentare gli effetti di tutti gli oggetti e le armi equipaggiate, con il grado di aumento inversamente proporzionale al numero di oggetti che Figaro ha equipaggiato e con il valore massimo possibile dell'aumento che dipende dal numero totale di slot. Quando è completamente equipaggiato, gli effetti di tutti gli equipaggiamenti di Figaro sono raddoppiati, e nel corso del tempo le sue statistiche iniziali aumentano; inoltre, la sua Abilità definitiva gli consente di rafforzare gli effetti di tutti i suoi oggetti ed equipaggiamenti, e nel caso questi ultimi sono ricavati dagli UBM la loro potenza diventa pari a quella del mostro stesso; dopo trenta secondi, tuttavia, vengono distrutti definitivamente, mentre i PV massimi di Figaro diminuiscono dell'1% ogni secondo e il sangue brucia nel suo corpo. Dopo la conferenza di pace tra Altar e Dryfe, si interessa a Hannya, in quanto dimostratasi più forte di lui durante il loro primo scontro, e i due iniziano a frequentarsi. In seguito Figaro decide di sposarla, per poi diventare entrambi membri del clan Death Period.
Gardranda (ガルドランダ?, Garudoranda)
Doppiata da: Rie Kugimiya
Un mostro evocato tramite i Bracciali del miasma lavico di Ray Starling, dalle sembianze di un ogre simile a una ragazzina umana. Inizialmente Gardranda era la figlia non nata del Grande ogre tossico Gardranda, un UBM leggendario che fungeva da sua forma materna, esistente per portarla al mondo. Prima che ciò potesse accadere, Gardranda viene sconfitta da Ray durante il suo viaggio verso Gideon, e ciò che rimaneva del suo potere non ancora sviluppato divenne parte della ricompensa speciale per Ray, ovvero i Bracciali del miasma lavico, condividendo le sue esperienze e imparando nuove abilità analizzando i Master con cui ha spalleggiato, tra i quali Shu Starling e Figaro. A causa del suo rimodellamento come UBM doppia, il suo potenziale supera la classe leggendaria. Il costo per evocarla è di 1000 PM al secondo, e dopo che l'abilità si disattiva, per 3 volte il tempo di evocazione, Ray riceverà i debuff Veleno, Stordimento e Indebolimento (che non possono essere curati), sarà bruciato dalle Fiamme del Purgatorio oppure farà possedere il suo avatar a Gardranda.
Rachel Raymuse (レイチェル・レイミューズ?, Reicheru Reimyūzu) / Lei Lei (レイレイ?, Rei Rei)
Una Master del Regno di Altar, soprannominata Banchetto sontuoso. Rachel Raymuse entrò nel settore dell'intrattenimento sin da piccola, dove una volta, quando dovette far parte di un gruppo internazionale di cantanti bambini, incontrò per la prima volta Shuichi Mukudori. Anni dopo, Rachel divenne una cantautrice di fama mondiale. Il giorno in cui è stato rilasciato Infinite Dendrogram, Rachel era a Tokyo per il suo lavoro e aveva in programma di fare una vacanza alle Hawaii, ma non ci riuscì a causa dell'attività vulcanica presente sul posto. Incontrò Shuichi per la prima volta da anni, il quale le diede un hardware di Infinite Dendrogram che aveva originariamente comprato per suo fratello, in modo che potesse iniziare a giocare come sostituta. La sua classe è Poison Fist, che le permette di usare diversi tipi di veleni con i pugni, con cui avvelena le bevande credendo che le rendano più gustose; inoltre, è molto abile nel creare pozioni e oggetti di cura. Il suo Embryo di forma sette, Eden, nato dal desiderio che il significato delle sue canzoni raggiunga il cuore delle persone nonostante la barriera linguistica, è in grado di annullare le barriere, e possiede l'abilità Fallen Angel, che riduce a un valore negativo la resistenza degli attributi e quella degli effetti anormali di qualsiasi creatura o oggetto che viene a contatto con qualsiasi suono prodotto da Lei Lei, e l'effetto aumenta quanto più a lungo viene udito; di contro l'abilità non distingue tra alleati e nemici, e l'unico controllo che Lei Lei ha sull'effetto è impostare la resistenza del bersaglio su zero o meno. Diventa un membro del clan Death Period.
Kasumi (霞?)
Una Master del Regno di Altar, entrata in Infinite Dendrogram insieme alle sue compagne di scuola Io e Fujinon. La sua classe è High Summoner, che le consente di evocare i mostri. Il suo Embryo, Specchio magico di chiaroveggenza Taijitu, è un Type Arms di forma quattro con l'aspetto di una vaschetta divinatrice cinese decorata, nato dal desiderio di Kasumi di essere coinvolta con le persone anche se ne ha paura e in grado di scansionare lo spazio circostante per i Master e visualizzarli su una mappa al suo interno. Una volta raggiunta la quarta forma si evolve in un Angel Arms, potendo rivelare anche la forma degli Embryo che rileva. Inoltre, la sua Abilità definitiva crea un diagramma tridimensionale che consente a Kasumi di specificare i bersagli con maggiore precisione e può teletrasportare i mostri evocati ovunque sulla mappa, con il costo in PM proporzionale alla distanza e non ha tempo di recupero.
Fujinon (ふじのん?)
Una Master del Regno di Altar, entrata in Infinite Dendrogram insieme alle sue compagne di scuola Io e Kasumi, di cui è la più seria dato che tende a frenare la più turbolenta Io. La sua classe è Landmancer, specializzata nella magia della terra. Il suo Embryo, Almagest, è un Type Arms di forma quattro che assume la forma di un bastone con una sfera a forma di stella all'estremità, la cui abilità Star Printer permette a Fujinon di copiare qualsiasi suo incantesimo fino a otto volte, rappresentati da dei cerchi magici, e senza costi aggiuntivi, ma non potendo muoversi. La sua Abilità definitiva crea otto cerchi magici intorno a Fujinon, che lei chiama Luna, Mercurio, Marte, Venere, Sole, Giove, Saturno e Stelle, usandoli per eseguire lo stesso livello di Magia di Unione fatta da nove persone, ma il loro livello di magia dipende da quello dell'utilizzatore e ci vuole tempo per attivarla.
Io (イオ?)
Una Master del Regno di Altar, entrata in Infinite Dendrogram insieme alle sue compagne di scuola Fujinon e Kasumi. È molto allegra ed estroversa, al punto da essere un po' sbadata. La sua classe, Barbarian Fighter, aumenta la Forza ma rende più debole l'armatura. Il suo Embryo, Armi ad anello rotanti Five-Ring, è un Type Arms di forma quattro che prende la forma di un anello in grado di trasformarsi in diversi tipi di armi pesanti.
Kozue Fujibayashi (藤林こずえ?, Fujibayashi Kozue) / Barbaroy Bad Burn (バルバロイ・バッド・バーン?, Barubaroi・Baddo・Buno)
Doppiata da: Akio Ōtsuka
Una Master del Regno di Altar, soprannominata B3, ovvero le iniziali del nome del suo personaggio, e conosciuta come Cielo schiacciante. La famiglia di Kozue gestisce una scuola di cerimonia del tè, dove incontrò per la prima volta Tsukuyo Fuso e Tsukikage Eishiro quando vennero a studiare lì. A un certo punto iniziò a giocare a Infinite Dendrogram, facendosi chiamare Barbaroy Bad Burn, e dopo essersi fatta un nome come una dei migliori Player Killer del regno, fondò il clan Mad Castle. La sua classe, Shield Giant, le permette di usare qualsiasi tipo di scudo, e oltre a ciò è rivestita da una grossa armatura, Armatura d'assalto Magnum Colossus, la quale ha un camuffamento della voce sull'elmo che la fa sembrare un maschio ed è in grado di caricare fino a sei cartucce che contengono ognuna il 50% dei suo PM, usandoli sia come scorta che per lanciare i suoi pugni; tra l'altro, grazie all'abilità Armour Adjuster, che riempie l'interno dell'armatura con aria viscosa, è in grado di muoversi liberamente. Il suo Embryo, Grande cielo Atlas, è un Type Territory di forma sei in grado di manipolare la forza di gravità, cosa che crea una sinergia con la sua abilità Astro Guard, che moltiplica per cinque la difesa a scapito della mobilità, e la sua Abilità definitiva, che converte la difesa in attacco e moltiplica per dieci il valore per dieci secondi. A seguito della sconfitta riportata contro Figaro, che si stava dirigendo a Gideon, e all'inizio di un nuovo anno accademico, i Mad Castle si sciolgono. Conosce Ray salvandolo da Tsukuyo quando la incontra inavvertitamente nel loro club universitario, diventando amici intimi e unendosi al suo gruppo, oltre a far parte del clan Death Period.
Fuyuko Shiki (志木冬子?, Shiki Fuyuko) / Hannya (ハンニャ?)
Una Superior del Regno di Altar, che si è fatta subito una reputazione all'interno del gioco vendicandosi del suo ex-fidanzato e della sua nuova ragazza, cosa che l'ha portata, però, a finire sulla lista dei ricercati a causa dei danni che ha provocato, e finendo nel Carcere. La sua classe, King of Berserkers, le permette un aumento di PV, Forza e Agilità, mentre diminuisce Resistenza e Destrezza; inoltre, l'abilità Last Berserker moltiplica per cinque Forza e Agilità per distruggere un bersaglio. Diventa molto interessata a Figaro, tanto che il suo Embryo Sandalphon sviluppa l'abilità Downfall Screamer per permetterle di evadere, e dopo uno scontro in cui è lei a vincere i due iniziano a frequentarsi, per poi scoprirsi innamorati e diventare entrambi membri del clan Death Period.
Sandalphon (サンダルフォン?, Sandarufon)
L'Embryo Type Apostle-Angel Gear di forma sette di Hannya, conosciuto come Angelo imprigionato, presentandosi come un bambino angelico estremamente devoto alla sua padrona in grado di trasformarsi in una gigantesca torre rovesciata mobile che diventa, grazie alla sua abilita Downfall Screamer, una grossa trivella in grado di modificare lo spazio per superare le barriere del bersaglio. La sua Abilità definitiva divide lo spazio di dieci chilometri intorno a lui in blocchi di cento metri di larghezza e lunghezza e dieci chilometri di altezza. Quando si supera il confine di un blocco, qualsiasi essere vivente, anche gli Embryo, viene spostato verso un altro blocco casuale e solo Sandalphon o qualcuno che possiede un tipo unico di mappa può comprendere il cambiamento nello spazio; non influenza, però, le armi da fuoco o la magia.
Albert Schwartzkaiser (アルベルト・シュバルツカイザ?, Aruberuto Shiwukarutsukaeza)
Un Master del Regno di Altar soprannominato Trasformazione di sette morti, precedentemente affiliato al regno di Caldina, dove era classificato secondo, e membro del clan Sefirot. La sua vera identità si rivela essere un'intelligenza artificiale mutata, creata da un'organizzazione criminale e salvata insieme al suo creatore dalla sorella maggiore di Reiji per conto del governo tedesco. Quando venne rilasciato Infinite Dendrogram, gli venne chiesto di parteciparvi in modo da scoprirne i segreti. La sua classe, King of Termination, si concentra sulla ricerca dei nemici, in grado di capirne posizione e stato. Il suo Embryo, Rotazione di sette stelle Septentrion, è un Type Body di forma sette che rende il corpo di Albert una macchina, aumentandone la Resistenza e in grado di attivare una catena di abilità con lo stesso effetto denominate con i nomi delle stelle Dubhe, Merak, Phecda, Megrez, Alioth, Mizar e Alkoid, le quali ripristinano il totale dei PV, annullano tutti gli effetti di stato subiti, conferiscono una resistenza quasi completa al tipo di attacco subito e consentono di infliggere danni all'avversario indipendentemente dalle sue resistenze o capacità difensive. Queste abilità possono essere usate solo quando i PV di Albert sono a 1, anche se il danno è stato autoinflitto. La sua Abilità definitiva, usabile dopo l'utilizzo di Alkoid, gli permette di dividersi in sette corpi, ognuno dei quali dotato delle resistenze acquisite dalle abilità di Septentrion e usandole come attacco, condividendo tra loro PM e PS ma possedendo gli stessi PV. Possiede anche un'ottava abilità, Alcor, la quale consente ad Albert di staccare il suo nucleo dal corpo principale che ospita la sua coscienza principale e rappresenta il suo ultimo punto PV, oltre a conservare tutte le resistenze acquisite dalle abilità di Septentrion, consentendogli di attivarle anche in situazioni in cui non sarebbe in grado di farlo normalmente, come quando il corpo principale è completamente distrutto, congelato o pietrificato. Albert utilizza tipicamente degli oggetti per nascondere Alcor visivamente o dall'uso di abilità, tenendolo come asso nella manica. Il personaggio è una citazione di Arnold Schwarzenegger e al suo ruolo nella serie cinematografica Terminator.

### Società lunare
Tsukuyo Fuso (扶桑月夜?, Fuso Tsukuyo)
Una Superior del Regno di Altar, soprannominata Mondo lunare, e leader del clan Società lunare, un'organizzazione religiosa presente nel mondo reale fondata dal suo antenato Gessei Fuso, un dottore che creò il loro credo secondo cui avrebbero dovuto abbandonare il corpo fisico per raggiungere un nuovo mondo dello spirito; in quanto loro guida, Tsukuyo pensò che Infinite Dendrogram fosse la rappresentazione del loro ideale, e sotto la sua guida il clan venne classificato al primo posto nel regno. Il suo attaccamento verso i suoi fedeli è tale che se anche uno solo di loro viene attaccato, tutto il clan si mobiliterebbe per rispondere. È una dei tre Superior conosciuti come i Tre Grandi del Regno di Altar per aver sconfitto il Drago Tri-Zenith Gloria. Tsukuyo agisce spesso in modo allegro e capriccioso, divenendo molto interessata quando qualcosa attira la sua attenzione, ed è nota per essere una negoziatrice accorta, in grado di ottenere condizioni favorevoli per la sua organizzazione. La sua classe è High Priestess, incentrata prevalentemente sul supporto, come curare le ferite o guarire i malus. Dopo aver sconfitto la seconda testa del Drago Tri-Zenith Gloria, Tsukuyo ha ricevuto l'Occhio fatale Gloria β, una piccola bacchetta che attiva l'abilità Campo fatale, in grado di uccidere istantaneamente qualsiasi Master o tian il cui livello è inferiore a 100 in un raggio di 500 metri, negando anche qualsiasi attacco che provenga dall'esterno della barriera; inoltre, combinandolo con il Campo divisore lunare del suo Embryo Kaguya, Fuso può uccidere qualsiasi individuo con un livello totale inferiore a 600.
Kaguya (カグヤ?)
L'Embryo Type Maiden-Invasion World di forma sette di Tsukuyo, con l'aspetto di una tennyo, la cui personalità calma e gentile contrasta con quella della sua Master. La sua trasformazione le consente di cambiare l'area in un paesaggio notturno e di vedere attraverso la prospettiva di una luna blu, diventando intangibile agli attacchi fisici. La sua abilità Campo divisore lunare è in grado di dividere per sei i fattori che Tsukuyo ritiene "sfavorevoli" all'interno dell'area di effetto per tutti i bersagli designati, che vanno da PV, livello totale, danni, frequenza cardiaca e temperatura corporea; concentrando l'effetto su un solo fattore può anche influenzare gli avversari al livello di un SUBM. Tuttavia, questa abilità diventa meno efficace quando il bersaglio è di alto livello. La sua Abilità definitiva è designata per essere usata contro i Master, e solo quando è notte.
Eishiro Tsukikage (月影永仕朗?, Tsukikage Eishiro)
Un Superior del Regno di Altar e membro del clan Società lunare, di cui sia nel gioco che nella vita reale funge da assistente e aiutante per Tsukuyo Fuso, in quanto la sua famiglia serve quella Fuso da generazioni. È molto devoto alla sua padrona, tanto nell'aspetto, che rimanda a quello di un maggiordomo, quanto nella personalità, disposto a eseguire anche gli incarichi più stravaganti. La sua classe, King of Assassins, è specializzata nel nascondersi e nell'assassinio, tanto che con l'abilità Death Counterbalance è in grado di uccidere istantaneamente qualsiasi creatura classificata come umana in cambio della propria morte. Il suo Embryo, Sfera d'ombra Erlkoenig, è un Type Territory di forma sei in grado di controllare le ombre, creare una dimensione tascabile all'interno di un'ombra e dare sempre a queste un'esistenza tridimensionale con peso e massa; inoltre, la sua Abilità definitiva le trasforma in "ombre rosse", che possono corrodere qualsiasi tipo di materiale.
Ichiro Shijima (シジマ・イチロウ?, Shijima Ichiro)
Un Master del Regno di Altar e membro del clan Società lunare, dove è a capo della divisione di combattimento. Fin da giovane gli è stata diagnosticata una malattia incurabile che lo ha portato ad avere un punto di vista fatalistico sulla vita, ma dopo essere entrato in Infinite Dendrogram e unitosi alla Società lunare è diventato più allegro e ottimista. La sua classe, Myth Rider, gli permette di cavalcare le bestie mitiche.
Juno (ユノー?, Yuno)
L'Embryo Type Maiden-Elder Arms di forma sette di Ichiro, con l'aspetto di una ragazza dai capelli verdi dalla personalità taciturna, anche se si preoccupa del rapporto tra Ichiro e suo figlio adottivo Louie. È in grado di trasformarsi in uno scudo e una lancia con cui genera due sigilli che producono un campo gravitazionale; inoltre, la sua Abilità definitiva permette ai sigilli di intrappolare avversari più forti di Ichiro.

### K & R
Kashimiya (カシミヤ?)
Un Master del Regno di Altar soprannominato Ghigliottina, precedentemente affiliato al regno di Tenchi, che occupa il secondo posto nella classifica nonché leader del clan K & R, il più forte tra i player killer. Nonostante appaia come un bambino di nove anni, il suo comportamento serio e il senso di moralità tradiscono il fatto che la sua vera età è molto più grande. È estremamente interessato alla scherma, diventando un player killer semplicemente per combattere contro avversari forti e partecipare ai duelli. La sua classe è The Unsheath, la cui abilità Godlike Unsheathing aumenta le sue capacità con la spada, permettendogli di aumentare l'Agilità di cento volte il valore originale quando compie una tecnica. Il suo Embryo, Spada variabile Inaba, è un Type Rule Arms con la forma di una catena con ganci fatti a teschio di coniglio, ed è specializzato esclusivamente nel supportare Kashimiya nel manovrare la sua Ōdachi. La sua abilità Coat Move crea un cerchio magico sotto Kashimiya, consentendogli di muoversi alla stessa velocità della sua Agilità, e la sua Abilità definitiva rimuove il tempo di ricarica delle sue abilità. Kashimiya è riuscito, inoltre, a creare una propria tecnica chiamata Yakusa no Ikazuchi, la quale unisce le capacità di Godlike Unsheathing e l'Abilità definitiva di Inaba con le sue abilità nella scherma e Instant Equip, per sfruttare in modo continuo i suoi attacchi con le sue spade.
Rosa (ローザ?, Rōza)
Una Master del Regno di Altar soprannominata Mangiaossa, precedentemente affiliata al regno di Tenchi, che occupa il quinto posto nella classifica nonché seconda in comando del clan K & R. Si presenta come una donna muscolosa con orecchie, coda e zanne di lupo, caratterizzata da una personalità molto testarda e schietta che, unita alla sua mancanza di intelligenza e di ragionamento, la porta spesso a precipitarsi in situazioni problematiche. Inizialmente era a capo di un clan di banditi, finché non vennero sconfitti da Kashimiya. Da quel momento hanno iniziato a incontrarsi, con Rosa che iniziò a sviluppare dei sentimenti per lui, e quando Kashimiya decise di abbandonare Tenchi per Altar lei e i suoi compagni decisero di unirsi a lui. La sua classe, Nobushi Princess, le permette di incrementare la potenza del primo colpo all'avversario. Il suo Embryo, Gashadokuro, è un Type Elder Arms di forma sei che prende la forma di una lancia, permettendo a Rosa di far cadere un Teschio dai mostri sconfitti in modo da utilizzarli per creare un esoscheletro, il quale aumenta le sue statistiche per ventiquattr'ore.
Tomika (トミカ?)
Una Master del Regno di Altar e membro del clan K & R. È una ragazza molto timida e riservata, incline a lasciare che le situazioni sfuggano al suo controllo quando esita. Prova dei sentimenti per Kashimiya. Il suo Embryo, Oboroguruma, è un Type Chariot di forma sei che prende la forma di un veicolo di grandi dimensioni, in grado di guidare anche automaticamente a una velocità di centinaia di chilometri per ore alla volta; inoltre, la sua Abilità definitiva lo rende immune a tutti gli attacchi fisici, sebbene alcuni, come il calore, riescano ancora a danneggiarlo.

### Welkin Alliance
Cadence (ケイデンス?, Keidensu)
Un Superior del Regno di Altar che occupa il terzo posto nella classifica per uccisioni nonché leader del clan Welkin Alliance, noto nell'utilizzo di Embryo e mostri per i viaggi aerei a lunga distanza. Indossa un gran numero di cappotti, il che gli conferisce un aspetto rotondo, e un cappello con un mulino a vento attaccato. La sua classe è King of Storms, specializzata nella magia dell'aria.
Leaf (リーフ?, Rīfu)
Una Superior del Regno di Altar che occupa il quinto posto nella classifica per uccisioni e seconda in comando del clan Welkin Alliance. Ha l'aspetto di una donna dalla pelle marrone con tatuaggi bianchi, e indossa un vestito che ricorda abiti etnici ricoperto di piume di uccelli. La sua classe è Flying General.

### Unione AETL
Patriot (パトリオット?, Patoriotto)
Un Master del Regno di Altar e leader del clan Unione AETL, che come dice il nome è formato dai membri dei fan club delle principesse Altimia, Elizabeth, Theresia e di Liliana. La sua classe è Paladino, ma nonostante questo si veste in modo estremamente oscuro, come l'elmo a forma di teschio, a causa del fatto che prende come esempio Ray Starling perché pensa che ad Altimia piaccia quel tipo di moda. Il suo Embryo di forma quattro è Netarou, le cui abilità Lying Low e Shout to the Sky gli permettono di usufruire del buff Vigore quando rientra nel gioco dopo essere stato ucciso e di guadagnare più esperienza in base a quanto tempo vi è rimasto fuori. La sua Abilità definitiva raddoppia le statistiche (Fortuna compresa) di Patriot e di tutte le persone nelle vicinanze che hanno il buff Vigore.

## Impero Dryfe
Conosciuto come la terra delle macchine, è uno dei sette paesi in cui iniziare Infinite Dendrogram, situato nell'estremo nord-ovest del continente e l'unico a fare uso della tecnologia avanzata dopo l'invasione delle Incarnazioni e la distruzione della civiltà pre-antica, venendo fondato da un gruppo di persone che decisero di insediarsi come loro successori.
Claudia Leinhard Dryfe (クラウディア・ラインハルト・ドライフ?, Kuraudia rainharuto do raifu)
La figlia del terzo principe dell'Impero Dryfe, nata come un High End, un tian con capacità e talento superiori alla norma e in grado di apprendere qualsiasi abilità, come la classe The Ram, focalizzata sulle abilità con la lancia, aumentandone la portata e manipolando lo spazio; inoltre, può rimodellare la sua stessa personalità, che usa per spacciarsi per il suo fratello gemello Leinhard, morto in un attacco terroristico, in modo da mantenere il potere politico della fazione del padre dato che era l'unico erede maschio. Fece, inoltre, amicizia con la prima principessa di Altar Altimia quando venne a studiare a Dryfe. Alla morte dell'imperatore, Claudia gli succede come nuova regnante, sempre sotto le spoglie di Leinhard. La sua classe, King of Mechanism, non solo le permette di creare diverse macchine ma anche di renderle al livello della precedente civilizzazione. Possiede, inoltre, la classe Superior speciale Imperial Machine, concentrandosi sulla creazione e lo sviluppo di macchine e sul supporto della linea del fronte con la potenza di fuoco.
Gifted Barbaros (ギフテッド・バルバロス?, Gifuteddo Barubarosu)
Nato come Emilio Quartierlatin, unico figlio ed erede della Contea di Quartierlatin, rimasto orfano a un anno quando la famiglia decise di visitare l'Impero, venendo attaccata dalla UBM mitica Edelvalsa. Grazie all'aiuto di un guerriero di nome Ronaldo Barbaros, riuscirono a sconfiggere l'UBM, anche se morirono poco dopo. Emilio venne ritrovato da un'unità inviata a indagare e adottato dal padre del defunto Ronaldo come potenziale guerriero, e sebbene sia stato cresciuto e addestrato come un'arma, la sua nuova famiglia lo ha allevato con amore, e col tempo il suo patrigno gli ha rivelato la verità. Emilio decise, quindi, di rimanere a Dryfe e vivere come Gifted Barbaros. Durante la guerra civile che ha scosso l'Impero, si è schierato con l'attuale imperatore e ha raggiunto la posizione di maresciallo di campo dopo il conflitto. È, inoltre, uno studioso con un dottorato in archeologia, possedendo un'enorme conoscenza sulla civiltà antica. La sua classe è Zero General, specializzata nell'uso di armi senza pilota.
Logan Goddhart (ローガン・ゴッドハルト?, Rogan Godduharuto)
Doppiato da: Hideo Ishikawa
Un Superior dell'Impero Dryfe, soprannominato Equazione contraddittoria, che occupa il primo posto nella classifica dei duelli. Si presenta come un uomo alto dai capelli rossi che Ray riconosce come il personaggio principale di un famoso GDR. Nonostante questo, però, Logan è estremamente arrogante, spesso sottovalutando quelli che ritiene inferiori a lui, e ha un temperamento estremamente irritabile, non essendo in grado di tollerare nessuno che lo umili. Crede completamente che Infinite Dendrogram sia solo un gioco, il che gli consente di giustificare le sue cattive azioni verso i tian. Dopo aver perso contro Ray Starling, nonostante fosse un Superior, Logan sviluppa un'antipatia e rivalità nei suoi confronti; e come se non bastasse, Franklin trasmette il video della sua sconfitta su internet, cosa che lo porta a odiarlo ancora di più dato che in precedenza lo aveva definito più debole di Behemoth. In seguito viene reclutato nel clan Illegal Frontier dal suo secondo in comando Zeta, la quale diventa per lui una maestra e portandolo a rispettarne l'abilità e la conoscenza. La sua classe, Hell General, gli permette di evocare dei demoni e di potenziarli, e invece di PS o PM come costo utilizza le risorse ricavate dal sacrificio di oggetti e mostri. Il suo Embryo, Finezza alterata Rumpelstiltskin, è un Type Another Rule di forma sette che permette a Logan di alterare le descrizioni numeriche della sua classe, consentendogli di aumentare i punti degli oggetti o dei mostri sacrificati, il numero di demoni evocati, il tempo di convocazione e tutte le statistiche tranne la Fortuna; tuttavia, non è in grado di ridurre i costi di evocazione. La sua Abilità definitiva passiva, inoltre, può moltiplicare per dieci fino a dieci valori numerici nelle descrizioni delle sue abilità di classe.
Behemoth (ベヘモット?, Behemotto)
Doppiata da: Natsumi Takamori
Una Superior dell'Impero Dryfe, soprannominata Apice fisico, con il più alto numero di uccisioni. A differenza della maggior parte dei giocatori, l'avatar di Behemoth è un piccolo porcospino, dovuto alla sua personalità molto antisociale, e tende a parlare in gergo abbreviato. Tuttavia, fa tesoro dei pochi amici che ha, come il suo Embryo Leviathan e Claudia. A differenza di Leviathan, non sminuisce i deboli e prende tutte le misure appropriate per vincere qualsiasi combattimento. La sua classe, King of Beasts, le permette di aggiungere il 100% delle statistiche di un mostro subordinato alle sue, e dato che Leviathan le ha di per sé elevate questa abilità è ciò che dà a Behemoth il soprannome di "Il più forte fisicamente"; inoltre, può comunicare mentalmente con lei.
Leviathan (レヴィアタン?, Rebiatan)
Doppiata da: Manami Numakura
L'Embryo Type Maiden-Guardian di forma sette di Behemoth, conosciuta come Regina dei mostri, con l'aspetto di una donna dai capelli blu in grado di trasformarsi in un enorme mostro che ricorda Godzilla. Tutte le sue risorse e funzionalità sono orientate ad aumentare le sue statistiche, potendosi inoltre fondere con Behemoth. Per via della sua immensa forza, Leviathan ha una personalità arrogante e guarda completamente dall'alto in basso quelli che considera più deboli di lei. L'unica cosa che rispetta è il puro potere. Durante lo scontro tra Superior ha persino espresso disprezzo per Figaro e Xunyu a causa del loro uso di tattiche e trucchi in battaglia.
Murdoch Martinez (マードック・マルチネス?, Mādokku Maruchinesu)
Un Superior dell'Impero Dryfe, soprannominato Tuono ruggente, vestito in abiti militari e con l'abitudine a fumare sigarette. La sua classe, King of Chariots, gli permette di guidare carri trainati da cavalli - sebbene ciò funzioni anche su mezzi meccanici -, rafforzandoli e aumentandone il potere d'attacco. Il suo Embryo, Contenitore del dio del tuono Thor, era un Type Chariot con la forma di un tankette simile a un CV35. Divenuto di Primo grado divenne un Advance trasformandosi in un generatore a forma di anello, che può stare nel palmo della mano di Murdoch, in grado di generare, immagazzinare e trasmettere una certa quantità di elettricità al giorno senza alcun costo; una volta divenuto un Superior con la forma sette, diventa capace di fornire elettricità sufficiente per alimentare una grande città. La trasmissione di elettricità può essere sia a cavo che wireless, sebbene con quest'ultima l'energia viene notevolmente attenuata ma si può usare contro gli avversari. È in grado di generare una barriera elettrica intorno a Murdoch, usabile sia in attacco che in difesa, ma non adatta nelle battaglie di gruppo. La sua Abilità definitiva converte le risorse memorizzate di Thor in un programma che, dopo averlo impiantato nel bersaglio, consente un certo grado di automazione: Rail Jump permette a Murdoch di copiare gli effetti dell'omonima abilità del suo mezzo (farsi sparare attraverso la forza elettromagnetica) su sé stesso per muoversi a velocità supersoniche, usandola ripetutamente e senza tempo di ricarica; Auto-evitamento gli consente di eludere automaticamente qualsiasi attacco con l'uso di Rail Jump. Durante la sua giovinezza, Murdoch vinse un torneo solitario di sparatutto in prima persona) e un gran premio di auto RC. Iniziò a giocare a Infinite Dendrogram per realizzare il suo sogno di giocare insieme ai suoi amici, ma a causa della natura del suo Embryo veniva spesso espulso dai gruppi, cosa che lo ha spinto a diventare un giocatore solista, aumentando il livello della classe e rafforzando il suo Embryo nella speranza che la sua forma evoluta gli permettesse di collaborare con le persone. Quattro mesi dopo l'inizio del gioco, però, il suo Embryo diventò un generatore quando si evolse in un Embryo di Primo grado abbandonando la sua forma di carro armato, scioccando notevolmente Murdoch. Ancora una volta cercò di unirsi a diversi gruppi, ma finendo espulso a causa della natura delle abilità del suo Embryo. Qualche tempo dopo trovò un carro armato in una certa rovina della precedente civiltà, e dopo averlo ripristinato e alimentato con il suo Embryo lo chiamò Martello di Thor. L'abilità di Murdoch come giocatore solista aumentò di nuovo, e altri Master gli si avvicinarono per creare un gruppo, ma la cosa non funzionò a causa della differenza di forza. Successivamente divenne un Superior evolvendo la sua classe in King of Chariots e il suo Embryo. Tuttavia, dopo aver realizzato cos'era la sua Abilità definitiva e cosa si diceva di lui, Murdoch si disperò e pensò di lasciare il gioco, ma fu attaccato dal Funerale improvviso per l'anima ignorante Shigusu, un UBM mitico famoso nelle aree intorno ai confini dell'Impero Huang He, e decise di continuare a giocare se fosse riuscito a sconfiggerlo. Dopo il suo successo, in cui ottenne la cintura Shigusu che annullava qualsiasi auto-attacco suo e di Thor, Murdoch decise di cambiare il suo approccio al gioco apparendo come un soldato veterano e completando missioni in vari paesi nella speranza di essere notato da un paese importante e diventare amico di altri Superior. A un certo punto, dopo la prima guerra con il Regno di Altar, Murdoch venne notato dall'Impero Dryfe e si unì a loro, a condizione che gli fosse dato il grado di colonnello nel loro esercito.
Splendida (スプレンディダ?, Supurendida)
Un Master dell'Impero Dryfe, soprannominato Tutto verde, che vede Infinite Dendrogram come un modo per godersi eventi a cui normalmente non parteciperebbe, anche commettere crimini importanti. Durante la guerra civile, infatti, venne assunto dalla fazione anti-imperatore e combatté contro Behemoth per bloccarla mentre tentavano di uccidere l'imperatore, il che lo fece inserire nella lista dei ricercati dell'Impero. La sua classe è Deadly Poisonmancer, che gli consente di usare dei veleni mortali. Il suo Embryo, Tir Na Nog, è di forma sette e ripristina automaticamente i PV di Splendida finché è vivo, oltre a rimuovere automaticamente i debuff da cui è affetta. Proprio per via di questo effetto indossa solitamente dei vestiti economici.

### Triangolo della Saggezza
Francesca Gautier (フランチェスカ・ゴーティエ?, Furanchesuka Gōtie) / Mr. Franklin (Mr.フランクリン?, Misuta Furankurinu)
Doppiato da: Yoshitsugu Matsuoka
Un Superior che lavora come scienziato per l'Impero Dryfe e leader del clan Triangolo della Saggezza, classificato al primo posto. Inizialmente usa un costume da pinguino e l'alias di "Dr. Fenicottero" per viaggiare attraverso Altar senza destare sospetti, ma in seguito si rivela a tutti. La sua vera identità e quella di Francesca Gautier, sorella maggiore di Yuri, la quale decise di andarsene di casa dopo che suo padre infranse il suo sogno di diventare un'artigiana, trasmessagli da suo nonno materno, preoccupato solo perché l'avrebbe allontanata dal suo fidanzamento combinato e distruggendo alcune sue opere. Ciò l'ha portata a tal punto da disprezzare profondamente il fatto di essere ostacolata, e questo, unita alla personalità da scienziato pazzo del suo personaggio, la rende fredda e spietata nel raggiungere i suoi obbiettivi, cosa che la porta a perseguitare i suoi nemici fino a quando non rinunceranno a entrare nel gioco. La sua classe è Giga Professor, che gli permette di svolgere ricerche sui mostri, mentre l'abilità Analysing Eye of Wisdom gli permette di vedere le statistiche di chi guarda. Il suo Embryo, Fabbrica di demoni Pandemonium, è l'unico Type Plant Fortress di Infinite Dendrogram, rappresentato come una gigantesca fabbrica sorretta da otto zampe da aracnide e con una testa di drago, in grado di generare decine di migliaia di mostri e di conservarli al suo interno; inoltre, la sua Abilità definitiva permette a Franklin di creare dei mostri personalizzati. Si interessa a Ray dopo averlo visto sovvertire i suoi piani per indebolire Altar, al punto da indurlo a fargli bere una pozione che lo informa del suo stato e dell'equipaggiamento e usando le informazioni ottenute per creare un mostro col preciso scopo di ucciderlo. Alla fine della battaglia di Gideon, Ray sconfigge Franklin, ma non prima che Hugo riveli che si tratta di sua sorella maggiore Francesa. Con le sue forze esaurite, Franklin rimuove Hugo dal Triangolo della Saggezza, sia nel tentativo di proteggerlo sia di annullare qualsiasi limite morale che lui stesso potrebbe avere nel suo obiettivo di sconfiggere Ray, divenendone talmente ossessionato da piazzare ovunque diversi mostri per tenerlo d'occhio; carica persino le gesta di Ray come video su Internet per aumentarne la fama, aspettando il momento in cui lo schiaccerà al punto da fargli lasciare Dendro. Più avanti si scopre che Francesca è una dei vicini del condominio dove abita Reiji, e poco prima del Tri-Flags War Game scopre che Reiji e Ray sono la stessa persona, dopo un'autorivelazione di quest'ultimo in un cafè mentre stavano facendo shopping insieme per il compleanno di sua sorella. Ciò spinge Francesca a pensare a qualsiasi soluzione pur di non farlo partecipare all'evento, ma non ci riesce.
Kuromiki (黒三鬼?)
Un Master dell'Impero Dryfe, molto orgoglioso delle creazioni del suo clan, tra cui spicca il Magingear Marshall III FSC (Full Shield Custom), una versione personalizzata del Marshall III dotata di un sistema di barriere basato su quello dell'MGFX-002 White Rose creato da Mr. Franklin, la cui abilità Bouclier Planete Special utilizza scudi fluttuanti per creare una barriera che protegge l'interno dagli attacchi esterni, in grado di bloccare l'attacco di una ricompensa speciale Leggendaria antica. L'unico problema sta nel consumo dei PM, ancora più grande del White Rose, rendendolo quasi inutilizzabile anche per chi ha una classe di Primo grado. La sua classe è High Driver, rendendolo capace di pilotare i veicoli e incrementarne le capacità. Il suo Embryo, Collezionista totale di spirito Apollo, è un Type Arms in grado di assorbire e conservare i PM di altre persone.
Hikaru (ヒカル?)
Una Superior dell'Impero Dryfe e leader del gruppo Y'golonac. La sua classe è King of Illegal Cannon e si concentra sulla creazione di proiettili magici con svariati effetti. Il suo Embryo, Grande calderone dello spirito Ceridwen, è un Type Advance Rule di forma sette che si concentra sul trasferimento dei PM, moltiplicando, inoltre, quelli di Hikaru per trecento, garantendole la maggior quantità di PM di qualsiasi Master dopo Fatoum. La sua Abilità definitiva consente a Hikaru di trasferire qualsiasi ammontare di PM, indipendentemente dal valore massimo del bersaglio.
Vito (ヴィトー?, Vu~itō)
Un Master dell'Impero Dryfe facente parte del gruppo Y'golonac, caratterizzato dal diventare facilmente emotivo quando le persone riescono a superare in astuzia lui e i suoi amici. La sua classe è Burst Gunner, la cui abilità Trigger Happy aumenta la potenza delle armi da fuoco a base di polvere da sparo di diverse volte in cambio di un aumento del danno alla canna. Il suo Embryo, Armatura incisa telecomandata Y'golonac, è un Type Advance Legion di forma sei che prende la forma di un Power Glove in grado di trasformare armature o equipaggiamento umanoide in Embryo controllati a distanza, anche quando si trovano in una posizione spazialmente separata. Vito può usare solo un'unità alla volta e può utilizzare fino a tre delle sue abilità di classe sull'armatura controllata; inoltre, non può vedere attraverso l'unità che controlla e non può equipaggiare oggetti quando usa il suo Embryo. La sua Abilità definitiva permette a Vito di controllare l'equipaggiamento che ha toccato con l'armatura sotto l'effetto del suo Embryo, e i PM necessari per controllare l'equipaggiamento cambiano in base al tipo.
Mitchie (みっちー?, Mitchi)
Un Master dell'Impero Dryfe facente parte del gruppo Y'golonac. Si presenta come un ragazzo dall'aria nervosa e timida che porta gli occhiali. Il suo Embryo, Sorveglianza di gruppo Mokumokuren, è un Type Territory Calculator di forma sei che, tramite la sua abilità Mirror, Mirror, gli permette di accedere alla visione di altre persone e visualizzarla su un monitor, con il consumo di PM che diventa più grande quanto più lunga è la portata e quanto più persone sono collegate; inoltre, la sua Abilità definitiva può mescolare i punti di vista di qualunque bersaglio, che siano Master, tian, Embryo o mostri, nel suo raggio d'azione, potendo escludere i membri del gruppo. La quantità di bersagli selezionati e la portata dell'effetto dipendono dalla quantità di PM utilizzati e la durata può essere estesa immettendovene di più, ma una volta che si disattiva il suo tempo di recupero aumenta proporzionalmente alla portata dell'effetto e alla durata.
Small (スモール?, Sumōru)
Una Master dell'Impero Dryfe facente parte del gruppo Y'golonac insieme al fratello Large. Si presenta come una ragazza dall'aspetto timido che indossa un cappello. Il suo Embryo, Anello di scambio Changeling, è un Type Arms di forma cinque con l'aspetto di un anello principale a cui ne sono attaccati diversi che possono variare di dimensione, i quali possono essere usati come portali per trasferire oggetti inanimati. Small lo utilizza per trasportare le unità controllate da Vito, fornire armi e munizioni a quelle unità e per parlare se necessario. Consuma un'enorme quantità di PM ogni ora a seconda del diametro degli anelli.
Large (ラージ?, Rāji)
Un Master dell'Impero Dryfe facente parte del gruppo Y'golonac insieme alla sorella Small. La sua classe è Assault Gunner, che si concentra su Forza e Agilità ed è specializzata nel movimento con armi da fuoco pesanti. Ha abilità che migliorano la capacità di vedere bersagli ostili di fronte a sé. Il suo Embryo, Scambio di posizione Changeling, è un Type Arms di forma cinque che prende l'aspetto di un anello con una lama attaccata in grado di trasferire qualsiasi cosa contrassegnata con l'anello ovunque Large possa vedere. Il trasferimento costa un'enorme quantità di PM, che aumenta in base alla distanza, ma il tempo di ricarica è di un minuto. La sua Abilità definitiva è una versione potenziata dell'abilità di base, ma dopo l'uso l'Embryo stesso si trasforma in pietra, rendendolo inutilizzabile per ventiquattr'ore, e il dito su cui si trova scompare rendendo inutilizzabile anche lo slot per accessori.

### Full Metal Wolves
Herdyne Rockzapper (ヘルダイン・ロックザッパ?, Herudain Rokkuzappā)
Un Superior dell'Impero Dryfe, classificato come terzo nelle uccisioni, e leader del clan Full Metal Wolves, classificato al secondo posto. Indossa un'uniforme militare con dei visori che sembrano occhiali da sole. La sua classe è King of Illegal Cannon, specializzata nell'uso di cannoni magici i cui proiettili possono rintracciare i bersagli.
Fenrir (フェンリル?, Fenriru)
L'Embryo Type Maiden-Weapon di forma sei di Herdyne, conosciuta come Principessa del cannone ammazzadivinità, in grado di trasformarsi in un cannone ferroviario e in un fucile a canna liscia i cui attacchi ignorano le difese e le abilità difensive dei nemici. La sua Abilità definitiva le permette di sparare un bombardamento di massima potenza che ignora completamente la difesa e le abilità difensive dell'avversario.

### Law of the Jungle
Kata Lucan Euangélion (カタ・ルーカン・エウアンジェリオン?, Kata Rūkan Euanjerion)
Un Superior dell'Impero Dryfe, soprannominato Mangiauomini, classificato come secondo nelle uccisioni e leader del clan Law of the Jungle, classificato al terzo posto. È un buongustaio che si diverte a mangiare diverse cose per via della sua classe, King of Eaters, la quale gli consente di recuperare PV dagli esseri viventi e accumulare punti esperienza dagli oggetti inanimati, migliorando la dentatura e lo stomaco nel farlo; proprio per questo si concentra sui Superior del Regno di Altar. Ha un atteggiamento spensierato a cui piace fare battute spiacevoli sul suo hobby. Tuttavia, sa ancora essere responsabile, ad esempio lasciando che lo staff di tian del Palazzo Notturno, il quartier generale del clan, mangi il cibo normale poiché può mangiare altre cose.
Níðhöggr (ニーズヘッグ?, Nīzuheggu)
L'Embryo Type Maiden-Fusion Guardian di forma sei di Kata, conosciuta come Draghessa predatrice, caratterizzata da un cappello che gli copre gli occhi e le maniche abbastanza lunghe da coprirle la bocca quando mangia; nella sua forma Guardian è alta oltre cento metri, tuttavia si trasforma raramente in questo stato a causa di una certa politica di Kata, ma può farlo anche parzialmente con le varie parti del corpo. È solitamente taciturna e non ama le persone che ostacolano Kata. In quanto Fusion Guardian, Níðhöggr può fondere il suo corpo con quello di Kata, e nessuno dei due morirà fintanto che non vengono eliminati entrambi, attivando anche le sue abilità che vanno dal creare diverse bocche sul corpo di Kata a ridurre la resistenza di un avversario del 50% nel momento in cui viene morso; inoltre, tramite l'abilità passiva Craving sottrae il valore massimo della Resistenza e della durezza di un oggetto che è stato mangiato prima da ciò che viene attualmente mangiato.

## Impero Huang He
Conosciuto come la terra degli eremiti, è uno dei sette paesi in cui iniziare Infinite Dendrogram, caratterizzato da una cultura orientale che ricorda la Cina.
Canglong Ren Yue (蒼龍人越?, Tsu~anron Ren'yue)
Doppiato da: Yume Miyamoto
Il terzo principe dell'Impero Huang He e fidanzato della principessa Elizabeth S. Altar, che occupa il primo posto nella classifica dei duelli. A causa del fatto che è stato scelto per essere il Draconic Emperor, sua madre morì durante il parto, cosa che lo portò a essere evitato da tutta la sua famiglia. Trovò le cure in una Superior che lo allenò nelle arti marziali, cosa che lo spinse a partecipare nei duelli, avvicinandosi molto a diversi Master come Xunyu. Durante le battaglie, Canglong indossa una maschera per nascondere il suo volto, in modo da essere visto solo come il Draconic Emperor. È un Gu Long Ren, una persona designata a essere la reincarnazione di un Drago antico, cosa che rende le sue capacità superiori rispetto ai normali tian. La sua classe, Draconic Emperor, gli permette di ereditare i livelli e le statistiche dei suoi predecessori, ottenere la costituzione corporea e le resistenze di un Drago antico e in grado di sfruttare l'abilità Dragon King Aura, la quale crea un campo di energia che riduce il potere degli attacchi e usandolo per rafforzare i propri.
Xunyu (シュンユ?, Shun'yu)
Doppiata da: Nao Tōyama
Una Superior dell'Impero Huang He, che occupa il secondo posto nella classifica dei duelli, soprannominata Yinglong nonché una degli Huang He Si Ling. La sua vera identità è quella di una ragazzina di nome Wangyu (王羽?). La sua classe è Jiangshi, la versione Superior di Daoshi, che la fa apparire come gli omonimi non-morti della mitologia cinese, mascherando la faccia e la voce con un talismano Fu, e permettendole di lanciare gli incantesimi attraverso dei talismani. Xunyu è una ragazza con un atteggiamento malizioso, che ama fare piccoli scherzi alle persone. Tuttavia, è abbastanza amichevole, riuscendo a fare molte amicizie tra i Master del Regno di Altar durante la sua permanenza lì. Il suo Embryo, Raggiungitore del cielo stellato Tenaga Ashinaga, è un Type Arms di forma sette che diventa delle braccia e gambe protesiche e staccabili, in grado di estendersi e ritrarsi a velocità supersonica e con una durezza paragonabile a quella delle antiche armi leggendarie; ognuna di esse, inoltre, è equipaggiata con dei katar da cui fuoriescono delle lame simili ad artigli. La sua Abilità definitiva le permette di provocare dei warp, generalmente usati per strappare il cuore all'avversario causando una morte istantanea.
Lan Meihai (ラン・メイハイ?, Ran Meihai)
Doppiata da: Rei Matsuzaki
L'ambasciatrice dell'Impero Huang He. Prende molto sul serio il suo lavoro, ma quando interagisce con le persone diventa piuttosto infantile. Lan è la figlia di una delle famiglie più importanti dell'Impero, e sua madre, inoltre, è la madre adottiva del terzo principe Canglong Ren Yue, cosa che li ha portati a crescere insieme. La sua classe è High Geomancer, specializzata nel manipolare e far prosperare la terra, e Lan è conosciuta per essere una delle più forti.
Grey α Centauri (グレイ・α・ケンタウリ?, Gurei a Kentauri)
Un Superior dell'Impero Huang He, soprannominato Linggui, con il più alto numero di uccisioni, nonché uno degli Huang He Si Ling. Gray ha una personalità relativamente seria, essendo disposto a mantenere segrete le questioni riservate. A causa dell'influenza di Shu Starling, oltre a indossare un costume da alieno ha iniziato a usare giochi di parole quando parla. La sua classe è Commander in Chief. Il suo Embryo, Roccaforte volante non identificata Laputa, è un Type Fortress di forma sette che prende la forma di una piccola isola volante su cui è posizionato un castello, dotato di una funzione simile a un raggio traente che consente di prelevare le persone dalla superficie.
Ming She (名捨?, Ūje)
Un Superior dell'Impero Huang He, soprannominato Kirin, nonché uno degli Huang He Si Ling. Ming She è estremamente fissato con gli allenamenti, trascorrendo la maggior parte del tempo in Infinite Dendrogram ad allenarsi da solo sulle montagne. La sua classe è The Arts, focalizzata sulle arti marziali a mani nude.

### Hui Li Yumin Jun
Hui Li (フゥリ?, Hoi Rī)
Una Superior dell'Impero Huang He, soprannominata Fenghuang, e leader del clan Hui Li Yumin Jun nonché una degli Huang He Si Ling. Si presenta come una donna di immensa bellezza, di cui va molto orgogliosa, anche se in alcuni momenti può essere scherzosa. La sua classe è Dancing Princess.

## Legendaria
Conosciuto come la Patria delle fate, è uno dei sette paesi in cui iniziare Infinite Dendrogram, situato a sud-ovest del continente e caratterizzato da un maggior numero di semiumani, come elfi, fate, troll, vampiri, nani, ecc., il che lo rende il paese più "fantasy" dal punto di vista dei Master; questo lo rende anche il paese con la vita media più lunga per i tian, dal momento che molte delle razze semiumane che vivono qui sono note per la loro longevità. Quando iniziò Infinite Dendrogram, Legendaria era il paese che ricevette il più alto afflusso di Master, il che portò anche a un maggior numero di Master criminali, tanto da avere sei Superior ricercati, e guadagnandosi una reputazione come paese di pervertiti. Il paese è stato benedetto con una grande quantità di magia naturale rispetto agli altri paesi, rendendo la sua tecnologia magica una tra le migliori al mondo, pari solo all'Impero Huang He, ma causando anche cambiamenti estremi al terreno, non ultimo dei quali il Circolo degli incidenti, un fenomeno naturale che provoca teletrasporto spontaneo quando la concentrazione di magia naturale supera una certa quantità. Per questo motivo, Legendaria è nota da tempo come impossibile da invadere.
Koyomi Hoshizora (星空暦?, Hoshizora Koyomi) / Yomiko Tenkuin (天空院翼神子?, Tenkuin Yomiko)
Una Master di Legendaria, soprannominata Duellante. Durante i suoi anni di scuola superiore, Koyomi era la presidente della Società di Ricerca Electronic Game della sua scuola, di cui era membro anche Reiji Mukudori. In questo periodo vinse un torneo di Verseair (un gioco di carte), e in seguito si laureò e andò all'università. A un certo punto iniziò a giocare a Infinite Dendrogram partendo da Legendaria, dove è diventata una giocatrice famosa e influente, con il suo nome presente in tutte e tre le classifiche. La sua classe è Summoning Princess.

### Club YLNT
LS Ergo Sum (LS・エルゴ・スム?, LS Erugo Sumu)
Un Superior di Legendaria, soprannominato Gioco da bambini, e leader del clan Club YLNT, classificato al primo posto. Indossa dei vestiti verdi e una maschera, e divenne famoso a Legendaria come un Superior affidabile avendo combattuto più volte contro Superior ricercati. Tuttavia, è anche noto come uno dei più grandi pervertiti del paese, tanto che perfino i Superior più forti, come Shu Starling, hanno paura di incontrarlo; inoltre, come suggerisce la reputazione, è così ossessionato dai bambini che si dà da fare solo per respirare l'aria che esalano. Tuttavia, cerca di comportarsi con l'aria di un gentiluomo in modo equo con gli altri e tiene in grande considerazione l'innocenza e la purezza dei bambini, pensando che gli adulti siano persone le quali sono state sporcate dal processo di vita. La sua classe, King of Curses, è specializzata nell'infliggere anormali condizioni di status, tra cui incantare gli oggetti e impostare delle abilità che si attivano in determinate condizioni. Il suo Embryo, Paese di tempo inverso Neverland, è un Type Territory di forma sette in grado di infliggere buff che diminuiscono l'età e debuff che aumentano l'età; nella sua prima forma, un cerchio magico veniva schierato ai piedi di LS una volta attivata un'abilità, ma attualmente le abilità possono essere attivate senza di esso.

## Granvaloa
Conosciuta come la nazione marittima, è uno dei sette paesi in cui iniziare Infinite Dendrogram, ed è composta da quattro diverse flotte di navi sparse in tutti i quadranti, conosciute come le Quattro grandi flotte di Granvaloa: la Flotta avventuriera guidata dalla famiglia Grafront, la Flotta militare guidata dalla famiglia Grandright, la Flotta mercantile guidata dalla famiglia Grandleft e la Flotta pirata guidata dalla famiglia Grandria; la capitale sembra essere situata sul mare occidentale.
Mine Kinjo (金城峰?, Kinjō Mine) / Shoyu Koukin (醤油抗菌?, Koukin Shoyu)
Un Superior di Granvaloa, soprannominato Bomba umana, e un membro dei Sette grandi Embryo di Granvaloa. Mine è un esperto giocatore che aveva già avuto esperienza con dei giochi in realtà virtuale, sognando di giocare a quello perfetto. Quando Infinite Dendrogram fu commercializzato per la prima volta, non credeva che potesse offrire tutte le funzionalità che prometteva. Decise di comprarlo solo per divertimento, scegliendo un nome palesemente ridicolo come Shoyu Koukin a causa della sua mancanza di fiducia nel gioco. Dopo aver effettuato l'accesso per la prima volta a Granvaloa, tuttavia, cambiò completamente la sua opinione e iniziò a giocare sul serio, diventando presto famoso per la sua abilità e guadagnandosi il soprannome di Bomba umana. La sua classe è Great Admiral, che tramite la sua abilità Invincible Fleet aumenta le prestazioni delle navi alleate su un'ampia area e potenziando i danni inferti e gli effetti delle barriere. Il suo Embryo, Birraio della grande fiamma Abura-sumashi, è un Type Arms di forma sette dall'aspetto di una giara con una catena, in grado di trasformare qualsiasi liquido con cui Shoyu entra in contatto in un esplosivo, attraverso dei guanti che attivano una magia di fuoco quando schiocca le dita; l'effetto si può trasmettere anche sulle superfici, quindi non è necessario il contatto diretto con il liquido ma richiede più tempo, soprattutto un uso su larga scala.

### GFRS
Satomi Yamamoto (サトミ・ヤマモト?, Yamamoto Satomi)
Un Superior di Granvaloa, soprannominato Seconda Guerra Mondiale, e leader del clan GFRS, classificato come primo. Satomi è noto per essere un grande appassionato per lo stile militare, in particolare della marina, motivo per cui indossa una vecchia divisa della marina giapponese. Ha molto orgoglio per le sue creazioni e desidera attivamente dimostrare la loro superiorità, anche compiendo delle azioni sgradevoli. La sua classe è King of Building. Il suo Embryo, Continente artificiale Mu, è un Type Castle di forma sette che prende la forma di una megafloat con tredici bacini numerati da 0 a 12, con il primo contenente la Nuova Yamato, una replica dell'omonima nave da guerra dotata di un gran numero di cannoni contraerei e mine aeree, e le sue armi principali sono datate di proiettili di classe Mitica in grado di penetrare ogni cosa.

### Rusalka
Vanessa Cephalid (バネッサ・セファリッド?, Banessa sefariddo)
Una Superior di Granvaloa e leader del clan Rusalka nonché un membro dei Sette grandi Embryo di Granvaloa. La sua classe, King of Divers, potenzia l'equipaggiamento per aumentare le sue abilità subacquee. Il suo Embryo, Nave da guerra a vibrazione Siren, è un Type Gear di forma sette con l'aspetto di un sottomarino che, attraverso la sua Abilità definitiva, è in grado di sparare un maser a fononi capace di disintegrare gli oggetti tramite le vibrazioni sonore. Una volta usata, però, la canna viene gravemente danneggiata e ci vorrà del tempo per riutilizzarla.
Ursula (ウルスラ?, Urusura)
Una Superior di Granvaloa e seconda in comando del clan Rusalka nonché un membro dei Sette grandi Embryo di Granvaloa. La sua classe è Wall Princess. Il suo Embryo, Manifestazione di mari divisi Moses, è un Type Weapon di forma sette che prende la forma di un bastone in grado di manipolare l'acqua di mare; a causa della sua portata limitata, possiede un'ampia portata e un basso costo, ma la velocità è lenta e il controllo è estremamente difficile. La sua Abilità definitiva migliora la sua capacità di controllo dell'acqua di mare e gli permette di creare dei "buchi" nell'oceano di dimensioni superiori a quattro chilometri.

## Caldina
Conosciuta come l'unione delle città-stato commerciale, è uno dei sette paesi in cui iniziare Infinite Dendrogram, situato all'interno di un'area desertica al centro del continente, popolata da potenti mostri ma anche piena di rovine in cui si possono trovare potenti artefatti. Ad un certo punto, l'intera area fu conquistata dallo Stato di invasione Adraster, ma dopo il crollo di quest'ultimo tornò alla sua condizione attuale. A causa della sua posizione centrale nel continente, il paese si è configurato come una via della seta, commerciando beni e servizi con gli altri e rendendolo estremamente popolare tra i Master all'inizio di Infinite Dendrogram. Caldina ha una natura estremamente capitalistica, al punto che anche i crimini possono essere perdonati finché una persona ha abbastanza soldi.
Kalute (カリュート?, Kariyuto)
Un Master di Caldina, precedentemente affiliato all'Impero Dryfe e membro del clan Triangolo della Saggezza, di cui era uno dei membri fondatori. Partecipò nella progettazione e creazione del Magingear personalizzato Imperial Glory per il 1º Battaglione corazzato dell'impero. Tuttavia, Kalute fu coinvolto in un confronto per via dell'installazione di un sistema di controllo vocale per il Magingear di cui era contrario, e a causa di questo finì per lasciare il clan. Dato che a Caldina era conosciuto da molto tempo, Kalute accettò l'offerta di costruire un laboratorio nella capitale Dragnomad, dove fu coinvolto nel restauro di Rainbow e della tecnologia dell'antica civiltà, nonché nel mantenimento del Blue Opera di AR-I-CA appartenente a Hugo Lesseps. La sua classe è High Engineer. Il suo Embryo, Artigiano di imitazione Leprechaun, è un Type Legion di forma quattro con l'aspetto di nani meccanici fatti di ingranaggi, in grado di acquisire conoscenze sulle macchine smantellandole, e più la macchina viene smantellata maggiore è l'abilità tecnologica che può essere acquisita. Tuttavia, più la tecnologia è avanzata meno abilità possono essere acquisite. In alcuni casi, con tecnologia altamente avanzata, lo smantellamento stesso è impossibile. Inoltre, Leprechaun non può riprodurre la tecnologia attraverso le informazioni dallo smantellamento al 100%.
La Place Phantasma (ラ・プラス・ファンタズマ?, Ra Purasu Fantazuma)
La moglie di Fatoum nonché attuale presidente del parlamento di Caldina, Phantasma si è guadagnata la reputazione di essere incredibilmente calcolatrice. Altimia la descrive come qualcuno che offre alle persone grandi vantaggi come pretesto per spremere tutto il valore possibile che può da loro. In realtà, il corpo di Phantasma è controllato da due personalità distinte: Brain e Chassis. Brain, dato che possiede la capacità di calcolare il futuro, è piuttosto manipolatore e cerca di distorcere e trasformare gli eventi a suo vantaggio, ritenendosi pari all'Incarnazione della Dominazione; tuttavia, questa capacità non può integrare le informazioni di coloro che non esistevano nel mondo prima dei suoi calcoli, ad esempio i Master che sono recentemente entrati in Infinite Dendrogram come Ray Starling, il che può portare a errori nei suoi calcoli, e il suo uso affatica molto il corpo. Chassis, invece, sembra più spensierato.

### Sefirot
Fatoum (ファトゥム?, Fatumu)
Doppiato da: Junji Majima
Un Superior di Caldina, soprannominato Apice magico, e membro del clan Sefirot nonché marito di La Place Phantasma. Si presenta come un bel giovane dai lineamenti arabi e dalla personalità calma e amichevole. Tuttavia, può diventare altamente competitivo quando vede qualcuno contro cui desidera combattere. Shu Starling lo definisce un secchione magico. Nato come il principe ereditario di un certo paese del Medio Oriente, Fatoum fu cresciuto per ereditare il trono, ma prima che ciò accadesse suo padre sciolse la monarchia e trasformò il paese in una repubblica. Privo di uno scopo nella vita, iniziò a giocare a Infinite Dendrogram e decise di acquisire in quel mondo tutte le cose che non poteva acquisire nella vita reale. La sua classe, The Earth, è una delle classi uniche e gli permette di manipolare la terra; inoltre, Fatoum possiede un alto numero di PM con cui scagliare molti incantesimi, da cui deriva il suo soprannome. Il suo Embryo di forma sette, Traboccante recipiente divino The Grail, possiede abilità sconosciute ma che si dice siano molto semplici.
Chef Practice (シェフ・プラクティス?, Shefu Purakutisu)
Un Superior di Caldina e leader del clan Sefirot. Come suggerisce il nome è vestito da cuoco, e infatti è il proprietario del Ristorante Markt. A seguito di un incidente con il clan Sefirot appena fondato, in quanto gli avevano accidentalmente distrutto il ristorante per via di alcuni disaccordi durante il loro incontro inaugurale, venne risarcito dal governo di Caldina ma fu anche indotto a firmare un contratto che lo costrinse a essere il nuovo capo del clan, e minacciato di finire nel Carcere se avesse mai cambiato nazionalità. A differenza degli altri membri di Sefirot, che sono tutti delle grandi personalità nella vita reale, Chef è abbastanza normale, al punto che Shu Starling lo descrive come un coniglio in un orgoglio di leoni. Tende a essere infastidito dal fatto di essere preso in giro dai suoi compagni.
Silky (シルキー?, Shiruki)
L'Embryo Type Maiden-Castle Legion di forma sei di Chef Practice, con l'aspetto di una donna con vestito e capelli bianchi, che comunica attraverso un bloc-notes e in grado di creare delle copie di sé stessa caratterizzate da vestiti grigi e capelli di diversi colori. La sua abilità, Building Strengthening, le permette di raddoppiare le prestazioni di qualsiasi edificio in cui lavora, e per ogni sua copia presente all'interno vengono nuovamente raddoppiate per un totale di sessantaquattro volte; ciò non avviene con mostri o Embryo che assumono la forma di edifici. Il tempo necessario per migliorare un edificio cambia a seconda delle sue dimensioni.
AR-I-CA (アリカ?)
Una Superior di Caldina soprannominata Canzatrice del cielo blu, precedentemente un membro del clan Triangolo della Saggezza dell'Impero Dryfe dove era un pilota di prova delle invenzioni del clan; dopo che il Magingear fu completato lasciò il clan e alla fine divenne un membro di Sefirot. Si presenta come una donna dai capelli rossi e dal carattere allegro ed estroverso, in cerca sempre di nuove opportunità per divertirsi. La sua classe, Ace, oltre a permetterle di pilotare i macchinari aumenta i PM e la Destrezza. È la pilota dell'MGFX-001 Blue Opera, un Magingear personalizzato, il primo della serie MGFX, progettato da Mr. Franklin appositamente per lei. Presenta un telaio blu a forma di aeroplano, ha un'eccellente efficienza di PM, ma per una ragione sconosciuta il motore emette un suono estremamente forte che ricorda un canto, e qualsiasi tentativo di mitigarlo si traduce in un drastico calo dell'efficienza dei PM del velivolo. A causa della rimozione di armi e armature non necessarie, il peso è stato ridotto, il che si traduce in scarse capacità di attacco e difesa. Sebbene le specifiche originali del velivolo consentano solo una velocità subsonica, grazie all'abilità Piloting di Ace il Blue Opera può muoversi più velocemente della velocità del suono, ed è in grado di far ricevere più ricompense speciali da AR-I-CA; inoltre, è equipaggiato con le Ali del controllo del cielo Air Cluster, ricavato dall'UBM Leggendario antico Air Cluster, che consente un controllo dell'inerzia e manipola la resistenza dell'aria. Il suo Embryo, Calcolatore trascendentale Cassandra, è un Type World Calculator di forma sette che diventa il suo occhio destro di colore argenteo, permettendole di rilevare le minacce e quanto possano essere pericolose.
Carl Lourlou (カルル・ルールル?, Karu Rururu)
Un Superior di Caldina, soprannominato Invincibile multiforme, e membro del clan Sefirot. In passato, Carl ha combattuto e sconfitto un UBM in una pozza di lava e ha sopportato più di diecimila attacchi magici lanciati su di lui da un gruppo di maghi. La sua classe, God Hunter, si concentra sulle abilità necessarie per la caccia, ad esempio adattarsi ad ambienti estremi, creare trappole all'istante, seguire le prede, ridurre la necessità di dormire e mangiare e l'uso di armi come archi e coltelli. Il suo Embryo, Indistruttibile ed eterno Nemean Lion, è un Type Rule di forma sette che rende gli oggetti di Carl indistruttibili, e se si tratta di una Spilla salvavita o un Cammeo della salute ciò lo rende quasi invincibile.
Moneygold (マニゴルド?, Monigorudo)
Un Superior di Caldina e membro del clan Sefirot. Ha una forte predilezione per la dissolutezza, usando la sua grande ricchezza per divertirsi con tutte le comodità possibili e immaginabili: proprio per questo, nonostante abbia un bell'aspetto, risulta molto obeso, ma dopo aver subito la penalità di morte per mano di Splendida è subito dimagrito. È disposto a spendere tutti i soldi necessari per acquisire tutto ciò che vuole, ma sa quando fermarsi. La sua classe, King of Debauchery, gli permette di sparare le monete come proiettili. La quantità di danno è proporzionale alla quantità di denaro utilizzata, con il valore di conversione che dipende dal valore della moneta nel mercato circostante. Il suo Embryo, Castello d'oro inespugnabile Zipang, è un Type Another Rule di forma sette specializzato nell'assorbimento del danno; inoltre, la sua Abilità definitiva, al costo di PM, converte il danno inferto a Moneygold in oro in base a quanto ne riceve.
RAN (ラン?)
Una Superior di Caldina, che occupa il primo posto nella classifica dei duelli e membro del clan Sefirot. È nota per essere molto brava nelle relazioni interpersonali. La sua classe è The Fight.
Eve Selene (イヴ・セレーネ?, Ivu Serēne)
Una Superior di Caldina e membro del clan Sefirot, nota per aver distrutto la Prateria di fuoco. La sua classe è The Cannon. Il suo Embryo, Artemis, possiede il raggio d'azione più ampio.
Li Yu Yumeji (イリョウ夢路?, Iryou Yumeji)
Un Superior di Caldina e membro del clan Sefirot. La sua classe è Godhand.
Grandmaster (グランドマスタ?, Guranudomasuta)
Un Superior di Caldina, soprannominato Imbattuto sul tabellone, e membro del clan Sefirot. È noto per essere abbastanza intelligente, poiché collabora con La Place Phantasma nei suoi piani. La sua classe è King of Toys.

## Tenchi
Conosciuto come la terra delle spade, è uno dei sette paesi in cui iniziare Infinite Dendrogram, situato su un'isola all'estremità orientale del continente, creatasi quando una delle Incarnazioni separò un grande pezzo di terra durante la loro invasione, e caratterizzato da una cultura simile al Giappone del periodo Sengoku. Molti clan sono in lizza per il potere, e attualmente ce ne sono quattro che, vantando una lunga storia e una potente forza combattente, noti come i Quattro grandi daimyo, detengono la supremazia nel paese. I guerrieri tian sono in media di livello 300, il che significa che i Master non possono agire illegalmente come fanno in altri paesi. I duelli si svolgono sul campo invece che all'interno di una barriera.
Bigman (技巧最強?, Bigguman)
Un Superior di Tenchi, soprannominato Spaccamontagna per aver tagliato a metà una montagna insieme a un UBM mitico, classificato secondo per numero di uccisioni e membro dei Quattro Élite del clan Hokugenin. Come suggerisce il suo nome, è un uomo alto più di 6 piedi con un corpo muscoloso, i cui muscoli, tuttavia, sono agili e funzionali come un artista marziale. Normalmente si veste con abiti dall'aspetto un po' trasandato, come pellicce ruvide che sembrano provenire da un babbuino. Bigman è piuttosto rilassato, ben noto per il suo amore per le donne e ha un grande interesse nel combattere potenti avversari. La sua classe è King of Brigands. Il suo Embryo di forma sette, Brocken, cambia le dimensioni e la portata degli oggetti di Bigman ed è in grado di creare della nebbia.
Apice tecnico (技巧最強?)
Un Superior di Tenchi che occupa il primo posto della classifica dei duelli. Iniziò a giocare a Infinite Dendrogram per praticare un'arte marziale tradizionale su bersagli vivi che ha ereditato, poiché l'allenamento nella vita reale lo avrebbe reso un criminale. Incontrò Shu Starling quando questi sconfisse l'UBM mitico Kim-Un-Kamuy, e subito dopo intendeva combatterlo per praticare le sue arti marziali. Pochi giorni dopo ha seguito Shu, con l'intenzione, invece, di combatterlo.
Souda Elmo (左右田エルモ?) / Sauer Urgaur (ザウエル・ウルガウル?, Zaueru Urugauru)
Un Superior di Tenchi. Durante i suoi giorni di liceo, Souda era il vicepresidente dell'Electronic Gaming Club della sua scuola, insieme alla presidente Koyomi Hoshizori e Reiji Mukudori come membro. La sua classe è The Gun.
Saki Muryo-Taisu (無量大数沙希?)
Una Superior di Tenchi, soprannominata Divisore di reami, con il più alto numero di uccisioni e membro dei Quattro Élite del clan Hokugenin. La sua classe è The Saber.

### Truppa di Sharaku
Sharaku Kado (写楽花道?)
Un Superior di Tenchi e leader del clan Truppa di Sharaku, classificato al primo posto. Ha l'aspetto di un bell'uomo che indossa il trucco in stile kabuki, e nonostante possieda una grande capacità di combattimento non ama le attività rozze e incolte. Sharaku decise di giocare a Infinite Dendrogram per utilizzare la funzione del tempo triplicato in modo da aumentare il tempo a sua disposizione per praticare la sua arte.

## Illegal Frontier
Un clan composto solo da Superior che sono entrati nella lista dei ricercati di un paese importante, insieme anche a numerosi membri di supporto, la maggior parte dei quali sono tian. IF è estremamente attivo nel mondo criminale, tanto da essersi guadagnato una reputazione spaventosa nell'ambiente, ed è considerato il secondo clan più potente in Infinite Dendrogram. Il loro quartier generale è la corazzata Tetragrammaton, una nave da guerra restaurata con la tecnologia della precedente civiltà in modo da spostarsi sia sulla terra che nel mare e agendo come punto di salvataggio mobile.
Sechs Wurfel (ゼクス・ヴュルフェル?, Zekkusu Waruferu)
Il leader del clan Illegal Frontier, soprannominato Nucleo oscuro, precedentemente affiliato al Regno di Altar. Sechs è nato, o meglio creato, come un clone illegale da utilizzare per la sostituzione di organi, commissionato da una certa famiglia famosa. Tuttavia, prima che uno qualsiasi dei suoi organi potesse essere raccolto, il figlio maggiore della famiglia morì e Sechs fu scelto per rimpiazzarlo. Fu messo in isolamento per apprendere la conoscenza necessaria a tale scopo. Durante quel periodo, fu attratto dallo slogan di Infinite Dendrogram e iniziò a giocare, sentendo come se gli mancasse un senso concreto di sé e quindi cercare di trovarlo nel gioco. È caratterizzato nell'indossare sempre degli occhiali da sole. Contrariamente alla sua spaventosa reputazione, Sechs è un giovane dai modi molto miti, che può facilmente fare amicizia con le persone, persino con i Re Drago solitari. Tuttavia, ciò smentisce un lato più oscuro della sua natura, che gli consente di compiere qualsiasi tipo di atto repulsivo come se fosse normale. La sua classe, King of Crimes, offre stranamente una piccola quantità di crescita nelle statistiche ed è dotata di una singola abilità passiva, World Record, la quale ha diversi effetti incluso aumentare il proprio livello in base al numero di crimini commessi, e il numero di punti esperienza guadagnati è proporzionale alla gravità del crimine in base a come lo ritiene l'opinione pubblica. Possiede, inoltre, la classe Superior speciale Saint, la quale è disponibile di solito solo per qualcuno di una certa linea di sangue che ha superato i requisiti, ed è incentrata sulla guarigione; inoltre, ogni volta che Sechs passa a questa classe, si trasforma in una bella donna, presumibilmente la candidata originale. Il suo Embryo, Cambiamento primordiale Nu, è un Type Body di forma sette che rende l'avatar di Sechs uno slime di colore nero in grado di trasformarsi in altre forme di vita dopo averne assorbito alcune cellule, ottenendo le loro abilità di classe, e nel caso dei Master anche quelle degli Embryo; ciò, però, gli rende impossibile copiare bersagli privi di massa fisica, a causa delle numerose abilità le statistiche sono ridotte del 50% e il suo nome può essere rivelato tramite delle abilità di identificazione. Inoltre, per ricreare perfettamente le abilità di un bersaglio, Sechs deve avere il doppio del suo livello, e per gli Embryo aver raggiunto il doppio della forma. Il numero totale di forme è limitato a dieci volte il suo livello totale, con ogni trasformazione registrata che occupa spazio pari al loro livello totale. La sua Abilità definitiva permette a Sechs di trasformarsi perfettamente in qualsiasi persona, comprese le sue statistiche, abilità di classe ed Embryo. L'abilità dura trenta minuti e viene attivata sacrificando i livelli di classe; anche abilità con costi o condizioni speciali possono essere utilizzate durante questo periodo.
Rascal l'Onice nero (ラスカル・ザ・ブラックオニキス?, Rasukaru za burakkuonikisu)
Un Superior, soprannominato Distruttore di eredità, e uno dei secondi in comando del clan Illegal Frontier. Rascal si veste in modo marcato, con un trench (una ricompensa speciale), un completo e un borsalino. È uno dei pochi Superior noti per avere una qualche forma di buon senso, specialmente nel suo clan, è pratico e si occupa di affari senza fronzoli. È diventato noto come trafficante d'armi che vende armi della civiltà pre-antica sul mercato nero e per aver distrutto tutte le rovine, guadagnandosi il suo soprannome. La sua classe, The Weapon, è specializzata nella manutenzione delle armi, e tramite l'abilità Rewind Weapon può riparare le macchine danneggiate e regolare le prestazioni di quelle che non funzionano correttamente, purché ne comprenda il progetto. Il suo Embryo, Connettore reciproco Deus ex Machina, è un Type Advance Calculator di forma sette che prende la forma di un ingranaggio posto all'interno di Machina, una Persona prisma creata dall'artigiano Flagman nella civiltà pre-antica con il nome di Agate Designer, che dopo averla riattivata gli funge da compagna. L'abilità Junk Box consente a Rascal di immagazzinare le macchine all'interno di Machina, e qualsiasi macchina toccata da lei o da un'altra sotto il suo controllo può essere influenzata, mentre le macchine con funzione antifurto incorporata o UBM sono immuni all'effetto. Connect connette una macchina immagazzinata a un'altra selezionata, consentendo a Rascal di ricevere informazioni altamente dettagliate sulle sue funzioni, e di condividerle tra loro anche se le specifiche sono diverse.
Zeta (ゼタ?)
Una Superior, soprannominata Sigillo fatale dei Quattro mari, precedentemente affiliata a Granvaloa e una dei secondi in comando del clan Illegal Frontier. Il suo avatar è quello di una ragazza dalla pelle marrone con il volto coperto da delle bende. È calma e risoluta, fa tutto il possibile per assicurarsi di riuscire in qualunque cosa stia facendo, e tra i membri di IF è una dei pochi dotati di buon senso. Zeta è nata da una donna membro dell'equipaggio in missione su Marte in un determinato paese, rendendola l'unico essere umano non nato sulla Terra. È cresciuta nello stabilimento costruita sul pianeta, ma tutti gli altri individui sono morti a causa di guasti alle apparecchiature, lasciandola a vivere lì da sola. A un certo punto iniziò a giocare a Infinite Dendrogram come mezzo di evasione, scegliendo Granvaloa a causa dell'abbondante presenza di acqua. Decise di diventare una Superior e si affiliò alla Flotta pirata. A un certo punto incontrò Sechs Wurfel e, insieme a Rascal l'Onice nero, creò Illegal Frontier. In seguito ha assistito alla sconfitta del minaccioso SUBM Balena bianca bicorpo Mobi Dick Twin, ricevendo una ricompensa come una degli MVP. A un certo punto rubò il tesoro nazionale di Granvaloa, venendo inserita nella lista dei ricercati del paese. La sua classe, King of Thieves, le consente di rubare l'equipaggiamento o gli oggetti nell'inventario, e tramite l'abilità Absolute Steal di farlo su qualcosa che ha toccato, indipendentemente dalle misure antifurto; se usato su una persona può rubare gli organi. Il suo Embryo, Aria gemente Uranos, è un Type Territory di forma sette in grado di manipolare l'aria, e la sua Abilità definitiva ne aumenta notevolmente la capacità usando solo il pensiero per un breve periodo di tempo, riuscendo a creare una pura reazione nucleare su piccola scala tramite reazione di confinamento inerziale (a temperatura e pressione normali) estraendo deuterio e trizio dall'atmosfera.
Emily Killingstone (エミリー・キリングストン?, Emirī Kiringusuton)
Una Superior soprannominata Record morto. L'avatar di Emily è quello di una ragazzina di dieci anni che di solito indossa un vestito rosso, normalmente allegra, innocente e di buon cuore che si gode con entusiasmo il suo tempo in Infinite Dendrogram. Tuttavia, ogni volta che Emily si confronta con qualcosa che possa farle del male, la sua personalità cambia radicalmente, trasformandola in un'assassina priva di emozioni che elimina spietatamente ogni cosa. In passato suo fratello maggiore venne assassinato e lei fu ricoverata in una struttura psichiatrica. In seguito iniziò a giocare a Infinite Dendrogram, dove presto si fece un nome come una killer prolifica avendo ucciso decine di migliaia di individui, Master e tian allo stesso modo, e compiuto diverse imprese come uccidere tutti i 469 membri del clan Pentagon Caravan, classificato al secondo posto di Caldina, da sola, e portato all'estinzione un'intera specie di mostri simili a vermi. La sua classe, Murder Princess, incrementa tutte le sue statistiche di 1 per ogni Master o tian uccisi; attualmente sono oltre trentaseimila. Il suo Embryo, Asce gemelle divoratrici di anime Youalteputzli, è un Type Arms di forma sette che prende la forma di un minaccioso paio di asce nere in grado di manipolare le risorse sottratte ai nemici sconfitti per qualsiasi uso; di conseguenza, la sua qualità come arma è relativamente bassa, con una potenza di attacco ridotta, sebbene la sua durata sia piuttosto elevata. La sua Abilità definitiva può essere attivata solo di notte ed è un'abilità di annientamento ad ampio raggio la cui portata non può essere modificata; a seconda che venga utilizzata con una o entrambe le asce, l'effetto e la potenza dell'abilità cambieranno.
La Crima (ラ・クリマ?, Ra Kurima)
Un Superior soprannominato La fonte degli errori. La Crima è un uomo con una mentalità contorta, il quale sente che non c'è niente di sbagliato nelle varie mostruosità che perpetua regolarmente, e il suo comportamento disinvolto a volte innervosisce anche i suoi compagni del clan. A un certo punto dopo aver avviato Infinite Dendrogram, La Crima iniziò a vendere schiavi che aveva modificato usando il suo Embryo nei bassifondi, portandolo a diventare uno dei cinque Master più ricchi del gioco ma venendo anche inserito nella lista dei ricercati per il crimine di rapimento e sperimentazione su tian. Albert Schwartzkaiser e Moneygold una volta hanno tentato di mandarlo nel Carcere, ma è riuscito a sopravvivere e si diresse verso Tenchi. La sua classe è Soul Buyer. Il suo Embryo, Vera alterazione della forma Idea, è un Type Advance Legion di forma sette il quale prende la forma di parassiti che possono infestare un corpo umano in modo da rimodellarlo in qualsiasi modo La Crima desideri, sia fisicamente che mentalmente e installando delle nuove abilità. Tuttavia, poiché La Crima non ha conoscenze biologiche, potrebbero verificarsi errori inaspettati nei soggetti modificati.
Kikuko Belmont (菊子ベルモント?, Kikuko Berumonto) / Gerbera (ガーベラ?, Gabera)
Una Superior soprannominata Alptraum. Il suo avatar è quello di una bella ragazza con i capelli rosa. Gerbera desidera disperatamente essere un individuo "speciale" e utilizza Infinite Dendrogram e IF come mezzi per raggiungere tale obiettivo. È incredibilmente sfacciata e troppo sicura di sé a causa di questo, credendo che il suo Embryo sia il più forte e guardando dall'alto in basso le altre persone per questo, si tradisce facilmente quando viene intervistata da Rook Holmes senza rendersene nemmeno conto, e ha provato a rubare il soprannome di Shu Starling come un modo per aumentare il suo prestigio all'interno del clan. Dopo, però, aver perso contro Shu e Rook ed essersi allenata con Sechs, Gerbera ha acquisito un minimo di buon senso e considera il suo comportamento passato come il suo periodo nero. Kikuko Belmont è una bambina per metà giapponese che vive in un certo paese di lingua inglese con il padre giapponese. Dopo che Infinite Dendrogram fu rilasciato, decise di entrarvi e divenne una Superior. Ha tentato di rubare un tesoro nazionale da Caldina, non riuscendoci e diventando una ricercata. Qualche tempo dopo, viene reclutata da Rascal per unirsi a IF. La sua classe è Night Hunter. Il suo Embryo, Ego sublime Al Hazred, è un Type World Calculator di forma sette che assume la forma di un mostro gigante, il quale sembra somigliare a qualcosa di un film dell'orrore, con un corpo ricoperto di pelle dura, corna taurine, denti aguzzi, una testa senza occhi e una falce per braccio; inoltre, possiede la capacità di nascondersi completamente dai sensi di tutto ciò che Gerbera è in grado di percepire (cioè se non può sentire dolore, il dolore che Al Hazred ha inflitto anche quando usa la sua Abilità definitiva può essere sentito da qualcuno) con Gerbera che è l'unica persona in grado di percepire il suo Embryo, e proprio per questo anche lo stemma di Gerbera è impossibile da vedere tranne che da lei, permettendole di camuffarsi da tian. Gerbera può anche condividere la visione di Al Hazred, sebbene il suo corpo rimarrà completamente indifeso. A causa dell'utilizzo delle risorse sulla sua capacità di nascondersi, le statistiche di Al Hazred sono pari a quelle di un Drago puro. La sua Abilità definitiva gli permette di fondersi con Gerbera aumentando le sue statistiche e, sostanzialmente, le sue capacità di occultamento. Per un periodo di circa dieci secondi (o fino a quando Gerbera lo consente), qualsiasi azione intrapresa non può essere percepita da nessuno, anche quando tale azione viene eseguita da sé stessa.
Candy Carnage (キャンディ・カーネイジ?, Kyandi Kāneiji)
Un Superior soprannominato Legioni perdute. Ha l'aspetto di un bellissimo ragazzo con dei modi e abiti femminili e si comporta in modo ottimista. Tuttavia, l'allegria di Candy smentisce un lato crudele che non si preoccupa di uccidere centinaia di migliaia di tian. Gerbera osserva che anche tra i Superior le eccentricità di Candy sono una spanna sopra le altre. Egli crede di essere la reincarnazione di qualche altra forma di vita e desidera riconquistare il suo potere, motivo per cui uccide continuamente i tian per acquisire esperienza in modo efficiente, al fine di far evolvere il suo Embryo oltre il livello Superior. Per questo motivo crede fermamente nell'essere una figura divina che ha il diritto di uccidere chiunque scelga, diventando noto per aver distrutto diverse piccole nazioni e ucciso oltre centomila tian, tra cui anche l'eroe di attuale generazione, guadagnandosi il titolo di "il più grande assassino di tian" e il suo soprannome. In seguito fu sconfitto e mandato nel Carcere da Marie Adler. Una volta lì, incontrò Sechs Wurfel e, dopo aver perso contro di lui, si unì a Illegal Frontier per un anno (all'interno del gioco). La sua classe è King of Plagues, che aumenta la contagiosità e la vitalità di batteri e virus diffusi. Il suo Embryo, Virulenza divina Resheph, è un Type Legion Weapon Calculator di forma sette il cui corpo principale è costituito da una forma ibrida delle forme High End Weapon e Calculator in grado di creare batteri, con questi ultimi che compongono la parte Legion. Ha la forma di un misurino con una base sferica delle stesse dimensioni di Candy che presenta diversi piccoli fori praticati, e con all'interno diversi strati di piastre di Petri contenenti campioni virali che ruotano quando l'Embryo è in uso. Resheph può sviluppare e propagare automaticamente batteri che possono influenzare qualsiasi creatura di cui Candy abbia immesso campioni. In cambio dell'abbandono della capacità di controllare il batterio dopo che è stato rilasciato, sia la potenza dei batteri di Resheph sia le sue capacità nella loro creazione sono estremamente forti. Solo i batteri iniziali creati da Resheph sono considerati una parte dell'Embryo, mentre quelli nati in seguito sono naturali, quindi uccidere Candy non comporterà la scomparsa di questi ultimi. Sebbene il controllo dei batteri dopo il rilascio sia impossibile, è possibile programmarli in modo che evitino determinati individui campionando in anticipo le loro cellule e per abbreviare la loro emivita limitando il numero di volte in cui si dividono.

## Carcere
Il Carcere è l'area penitenziaria dove sono confinati i Master ricercati: quando un Master diventa ricercato in un paese ne perde la nazionalità e, quindi, il diritto di utilizzare il punto di salvataggio di quel paese. Se non hanno altri punti di salvataggio e ricevono la pena di morte in quello stato, verranno trasferiti in quest'area al loro prossimo accesso, venendo rilasciati e con la nazionalità ripristinata solo dopo aver scontato una pena che dura in base alla gravità dei crimini. L'interno del Carcere assomiglia a un'ambientazione da film western, con lunghe distese di spazi aperti, edifici fatiscenti e persino erbacce. Per garantire che i Master inviati lì possano ancora godersi il gioco, il Carcere è arredato con diverse città, Classi di cristallo da ciascuno dei cinque paesi principali e diversi dungeon, creati dalle I.A. di controllo come un modo per indurre la creazione di Superior. La maggior parte dei Master crede che il Carcere sia un server completamente separato dal resto del gioco, ma in realtà è una vera e propria area, cambiata dalle abilità spaziali di Red King così da rendere impossibile interferire dall'esterno e per aumentare l'area interna. La sua vera posizione è lungo il confine tra il Regno di Altar e Legendaria.
Fu'uta (フウタ?, Fuuta)
Un Master soprannominato Errore smarrito, con l'aspetto di un ragazzino che indossa equipaggiamento di basso livello. Il padre di Fu'uta venne coinvolto nello sviluppo del VRMMORPG NEXT WORLD, il quale fu un clamoroso fallimento, ferendo anche alcuni dei suoi utenti. Con l'avvento di Infinite Dendrogram, Fu'uta iniziò a disprezzare moltissimo il gioco e tutto ciò che lo riguardava, decidendo di entrarvi nella speranza di distruggerlo per amore di suo padre. Per questo motivo non ha tolleranza verso gli altri giocatori, uccidendo chiunque incontri nei dungeon in cui rimane e rifiutando qualsiasi tentativo di collaborazione con loro, anche quando ne trarrebbe beneficio. Dopo aver iniziato a giocare fu mandato nel Carcere per aver commesso un certo crimine, e qui divenne il Master più veloce a diventare un Superior.
Apocalypse (アポカリプス?, Apokaripusu)
L'Embryo Type Apostle di forma sette di Fu'uta, conosciuto come Morte usurpante. È caratterizzato dal volto coperto da un cappuccio e una maschera, e nell'avere una personalità diabolica. Ha la capacità di erodere qualsiasi bersaglio entro il suo raggio, facendo sì che rilasci un ronzio e il loro corpo si trasformi in un grafico di 1 e 2 che ricorda la grafica di computer buggata. Può anche influenzare gli oggetti inanimati nell'area di effetto, trasformandoli in un mostro composto dalla stessa grafica, e persino cambiare la visualizzazione della mappa con lo stesso effetto. Quando questa abilità viene applicata contro i Master, la velocità dell'erosione dipende dalla forma del loro Embryo, e una volta superata una certa soglia l'effetto persisterà anche dopo la pena di morte. Apocalypse può anche immagazzinare le risorse che ha eroso.
Gakido Gigamaru (餓鬼道戯画丸?, Gigamaru Gakido)
Un Master precedentemente affiliato a Tenchi, in cui era classificato come decimo, e leader del clan di banditi Sesto regno del caos, attualmente risiedenti nel Carcere dopo essersi scontrati contro Bigman per il controllo delle terre del clan Kuroba. Gakido è caratterizzato da una veste che ricorda un kabuki, è molto alto ed è piuttosto spericolato, andando avanti rapidamente con i suoi piani una volta che sente di avere una causa o un'opportunità, il che gli causa spesso gravi danni. La sua classe è King of Grind, che viene a volte vista come la versione orientale di King of Destroy, differenziandosene nell'avere una crescita delle statistiche più equilibrata e quindi più propensa per il combattimento interpersonale. Il suo Embryo, Pugni assassini marcati Banten'in, è un Type Arms di forma sei che assume la forma di un paio di guanti neri con la parola BAN incisa su di essi, in grado di trasformare qualunque cosa colpita in una bomba, facendogli perdere la difesa ma con la potenza dell'esplosione uguale alla Forza dell'oggetto; inoltre, la sua Abilità definitiva ne aumenta il potere distruttivo, estendendone la portata a un chilometro.

## I.A. di controllo
Coloro che sovrintendono le diverse funzioni di Infinite Dendrogram. La loro vera identità è quella di tredici Embryo che, in passato, si evolsero diventando degli Infinite Embryo e riuscendo a sopravvivere dopo la morte dei rispettivi Master. Arrivati nel mondo che sarebbe in seguito diventato il luogo in cui è ambientato Infinite Dendrogram, i tredici Embryo iniziarono a distruggere la civiltà avanzata per ragioni sconosciute, venendo soprannominati Incarnazioni. Dopo aver conquistato il continente, iniziarono a mettere in atto il loro piano e a ristrutturare il mondo a tale scopo, cambiando anche nome prendendo spunto dai personaggi di Alice nel Paese delle Meraviglie.
Cheshire (チェシャ?, Chesha) / Tom Cat (トム・キャット?, Tomu Kyatto)
Doppiato da: Shiori Izawa
Il numero 13 delle intelligenze artificiali, dalla forma di un gatto umanoide con indosso un gilet. La sua vera identità è l'Infinite Embryo Type Legion conosciuto come Infinite Multiplication Grimalkin, noto come Incarnazione delle bestie, il quale aveva invaso la parte settentrionale del continente distruggendo l'Impero Zweier. Dopodiché utilizzò la capacità dell'I.A. di controllo numero 1, Alice, per assomigliare a un umano e iniziare ad adattare la struttura sociale e culturale in modo che il nuovo mondo fosse pronto per l'avvento dei Master. Quando Reiji entra in Infinite Dendrogram, Cheshire gli spiega gli elementi di base del gioco, rivelandosi come una delle intelligenze artificiali con un buon senso. A causa dell'influenza del suo precedente Master tiene in grande considerazione il concetto di libertà. La sua Abilità definitiva gli permette di proliferare in un numero infinito di gatti diversi, ognuno dei quali ha le statistiche di un mostro leggendario, e proprio per questa sua capacità gestisce quasi il 50% del tutorial del gioco e si occupa di compiti strani. Inoltre, per stimolare la crescita dei Master in Superior, ha assunto l'identità di Tom Cat, un ragazzo spensierato conosciuto come un Master di lunga data del Regno di Altar, soprannominato Dimora del gatto mostro e che ha detenuto il primo posto nella classifica dei duelli, prima di essere superato da Figaro e scendere alla terza posizione. La sua classe è The Lynx, che in realtà sono le sue abilità individuali focalizzate sull'Agilità. Inoltre, maschera le sue abilità da Infinite Embryo come un Embryo Type Legion di forma sei che porta il suo vero nome e prende la forma di un gatto posizionato sopra la sua testa, che con la sua Abilità definitiva è in grado di creare sette copie di Tom dotate delle stesse statistiche e abilità.
Jabberwock (ジャバウォック?, Jabau~okku)
Doppiato da: Ryōtarō Okiayu
Il numero 4 delle intelligenze artificiali, con l'aspetto di un uomo con caratteristiche da demone che indossa degli occhiali. La sua vera identità è l'Infinite Embryo conosciuto come Infinite Progression Evolution, noto come Incarnazione dell'evoluzione. Tra tutte le I.A. di controllo, Jabberwock è noto per la sua orribile personalità. Prende seriamente il suo lavoro, ma a volte decide di sfruttarlo per i suoi propositi. Il suo compito è quello di creare gli UBM, classificare come tali i mostri che raggiungono un certo livello di potere, selezionare gli MVP nelle battaglie UBM e la regolazione per le loro ricompense speciali.
Alice (アリス?, Arisu)
La numero 1 delle intelligenze artificiali. La sua vera identità è l'Infinite Embryo conosciuto come Infinite Birth, nota come Incarnazione della blasfemia. Alice è estremamente concentrata sui Master, crede profondamente nella protezione dei loro diritti e delle loro libertà, e, fintanto che non infrangono le regole, ha pochi problemi con tutto ciò che fanno; al contrario, non ha alcun interesse per i tian. La sua abilità, Body Creation, le permette di creare dei corpi per vari usi, e proprio per questo è la responsabile nella creazione e gestione degli avatar dei giocatori, nonché di funzionalità come le restrizioni sul consumo di alcol e le attività sessuali per i minori e dell'annuncio delle pene di morte e disconnessioni. Duemila anni fa usò la sua abilità per produrre in massa dei corpi con le stesse abilità degli eroi deceduti.
Humpty Dumpty (ハンプティダンプティ?, Hanputidanputi)
La numero 2 delle intelligenze artificiali, con l'aspetto di una ragazza avvolta da una membrana ellittica semitrasparente che ricorda un guscio d'uovo. La sua vera identità è l'Infinite Embryo Type Body conosciuto come Infinite Transcience, nota come Incarnazione della morte certa e abile nell'uso di abilità anormali. Humpty ha un brutto carattere ed è nota per provare piacere nella miseria degli altri; tuttavia, dimostra di avere anche un lato gentile. È la responsabile per la creazione degli Embryo dei Master. Si interessa a Shu Starling per via del suo incredibile talento, motivo per cui prova grande piacere nel gettarlo in situazioni problematiche.
Queen (クイーン?, Kuīn)
La numero 3 delle intelligenze artificiali, con l'aspetto di una donna-bestia molto emotiva e con una personalità semplice e diretta, ed è nota come Incarnazione dell'equilibrio. Il suo compito è la gestione dei mostri nel gioco, così come l'installazione della funzione di rilascio oggetti e la creazione di mostri speciali per gli eventi.
Caterpillar (キャタピラー?, Kyatapirā)
Il numero 5 delle intelligenze artificiali, dalla forma di quattro sfere galleggianti che danno l'impressione di un verme. La sua vera identità è l'Infinite Embryo conosciuto come Infinite Vicissitude, noto come Incarnazione della natura. Tramite la sua abilità, Save Points, è il responsabile della gestione dei punti di salvataggio, usandoli anche per raddoppiare le sue capacità di riparazione ambientale. Per questo motivo è costantemente turbato dai Superior che distruggono incautamente l'ambiente.
Red King (レドキング?, Redokingu)
Il numero 6 delle intelligenze artificiali, con l'aspetto un giovane dall'aspetto nervoso. La sua vera forma, però, è quella di un umanoide che sembra fatto di fili bianchi con piccole sfere che fluttuano all'interno. La sua vera identità è l'Infinite Embryo Type Infinite Apostle conosciuto come Infinite Space Macrocosmos, noto come Incarnazione della gabbia per uccelli in quanto responsabile del Carcere. Red King ha una personalità seria e lavora sodo per adempiere alle sue responsabilità. Come risultato delle sue molteplici sfaccettature, ha la cattiva abitudine di sottovalutare ciò che le altre persone riescono a fare quando lavorano insieme. Ha il pieno controllo di tutte le regole del Carcere e il suo compito è tenervi rinchiusi i prigionieri fino allo sconto della loro sentenza, oltre che a mettere restrizioni ai punti di salvataggio dei Master criminali. È, inoltre, abile nella manipolazione dello spazio.
Dutchess (ダッチェス?, Datchesu)
La numero 7 delle intelligenze artificiali, con l'aspetto di una bella donna che indossa abiti neri da lutto, tra cui un velo che le copre il viso, e dal carattere anch'esso cupo. La sua vera identità è l'Infinite Embryo Type Infinite Labyrinth conosciuto come Infinite Illusion Hudiemon, nota come Incarnazione del sonnambulismo. È la responsabile della grafica del gioco, occupandosi della creazione delle finestre utilizzate per visualizzare le statistiche, della gestione dei tre diversi punti di vista che i Master possono utilizzare e della raccolta di informazioni in base a ciò che questi possono vedere. A causa dell'enorme potenza di elaborazione che utilizza per il suo lavoro, parla con un tono molto lento. La sua abilità, Illusions, le permette di creare un vero e proprio mondo illusorio.
Dormouse (ドーマウス?, Dōmausu)
Il numero 8 delle intelligenze artificiali, con l'aspetto di un grosso topo raffinato e signorile. La sua vera identità è l'Infinite Embryo Type Infinite Fortress conosciuto come Infinite Conversion Schwarzer Teut, noto come Incarnazione dei maelstrom. Il suo compito è occuparsi della comparsa di esistenze pericolose all'interno del gioco. La sua abilità, Infektion Burg, lo circonda di un vortice nero che può assorbire qualsiasi tipo di energia con cui viene a contatto, inclusa un'esplosione nucleare. Se un essere vivente viene in contatto con esso, tutta la sua energia, come la bioelettricità naturale nel suo corpo, viene assorbita.
Mad Hatter (マッドハッター?, Maddohattā)
Il numero 9 delle intelligenze artificiali, noto come Incarnazione degli armamenti. Si presenta con l'aspetto di un uomo che indossa un abito dai colori insoliti. Tende a essere sciatto con i suoi doveri, cosa che infastidisce i suoi colleghi. Il suo compito è la gestione degli oggetti nel gioco, scegliere le aree appropriate dove metterli, recuperare le ricompense speciali dei tian alla loro morte e garantire che gli oggetti che rompono l'equilibrio del gioco siano nascosti ai Master. La sua abilità, Like All the Stars in the Sky, replica una spada leggendaria in innumerevoli copie e sparandole a velocità supersonica.
Bandersnatch (バンダースナッチ?, Bandāsunatchi)
Il numero 10 delle intelligenze artificiali, dalla forma di un grosso tamburo. La sua vera identità è l'Infinite Embryo conosciuto come Infinite Orbit Juggernaut, noto come Incarnazione delle macine. È il responsabile della sicurezza del gioco, assicurandosi che non venga hackerato dall'esterno, ruolo a cui è interamente concentrato.
Tweedledee e Tweedledum (トゥイードルダム＆トゥイードルディー?, To~uīdorudī&To~uīdorudamu)
I numeri 11 delle intelligenze artificiali, che appaiono come due gemelli: il fratello maggiore Tweedledum sembra avere una personalità seria mentre la sorellina Tweedledee è più spensierata. Tuttavia, questa è semplicemente una facciata: infatti un tempo erano un Infinite Embryo Type Infinite Calculator, noto come Incarnazione della Dominazione, con l'aspetto di una macchina e dotato di una personalità molto spensierata e spinta solo a raggiungere il suo scopo. Sono i responsabili dell'annuncio delle quest ai Master, del calcolo del loro livello di difficoltà e della pianificazione della distribuzione dei mostri durante gli eventi speciali. La loro abilità, Calculation, gli permette di avere le maggiori capacità di calcolo tra tutte le I.A. di controllo, usandola per vedere attraverso ogni possibile piano e tattica in modo da prevedere il futuro.
Rabbit (ラビット?, Rabitto) / Chrono Crown (クロノ・クラウン?, Kurono Kuraunu)
Il numero 12 delle intelligenze artificiali. La sua vera identità è l'Infinite Embryo Type Infinite World conosciuto come Infinite Time Chronos Kairos Aion, noto come Incarnazione della seconda mano. È il responsabile della gestione di tutte le funzioni correlate al tempo in Infinite Dendrogram, soprattutto della funzione di accelerazione del tempo di tre volte rispetto alla Terra. Oltre a ciò, gli è stato assegnato un ruolo da Player Killer al fine di stimolare i giocatori nel diventare più forti e raggiungere il grado di Superior: decide, quindi, di stabilirsi nell'Impero Dryfe sotto l'alias di Chrono Crown, apparendo come un ragazzino con orecchie da coniglio e dei pattini, diventando noto per prendere di mira i Master con Embryo di sesta forma nonché il PK più forte dell'impero. Dato che in precedenza era un oggetto inanimato, da quando ha ricevuto una personalità ha difficoltà a controllare le proprie emozioni, diventando incredibilmente nervoso e persino vendicativo nei confronti delle persone che si mettono sulla sua strada. La sua classe è The Rabbit, che in realtà sono le sue abilità individuali focalizzate sull'Agilità. Inoltre, maschera le sue abilità da Infinite Embryo come un Embryo Type World Rule Calculator che porta il suo vero nome e prende la forma di un paio di orologi da tasca su cui sono incise le parole greche χρόνος (lett. krónos, "tempo") e καιρός (lett. kairos), tenuti rispettivamente nella mano destra e due volte più veloce dei normali orologi, e nella mano sinistra e dieci volte più veloce; tramite le abilità World Time Acceleration e Subjective Time Acceleration sono in grado di moltiplicare l'Agilita per due e aumentarla di dieci; gli effetti vengono, inoltre, raddoppiati dalla sua Abilità definitiva, venendo per questo conosciuto come Il più veloce dell'Impero. Chrono ha anche sviluppato una mossa finale chiamata Zero Time Dead, con cui, dopo aver attivato la ultimate, sferra un calcio a estrema velocità con uno dei suoi pattini, sconfiggendo l'avversario prima ancora che possa percepire che è passato del tempo. Come effetto collaterale, per via dell'enorme forza di oltre un milione di Agilità (capace di polverizzare il metallo di grado Mitico), la gamba usata si frantumerà.

## Altri
Otto Engelberg (オットー・エンゼルバーグ?, Ottō Enzerubāgu) / Veldorbell (ベルドルベル?, Verudoruberu)
Doppiato da: Show Hayami
Otto Engelberg è un compositore che ottenne fama grazie alla sua lunga carriera, ma il suo sogno era sempre quello di creare una canzone che descrivesse la vita di un eroe. Tuttavia, poiché non aveva esperienza con quell'argomento, i suoi tentativi di creare il lavoro dei suoi sogni fallirono. Quando Infinite Dendrogram venne rilasciato, incuriosito dal suo slogan Otto decise di entrarvici, nel tentativo di incontrare un vero eroe in modo che potesse realizzare il suo sogno. A un certo punto diventa un membro ospite del clan Triangolo della Saggezza, affascinato dal carisma del suo leader Mr. Franklin e nel cercare di porre fine alla guerra tra il Regno di Altar e l'Impero Dryfe, vedendolo come l'eroe che stava cercando, partecipando, inoltre, ad attività come la creazione di canzoni a tema per i militari di Dryfe. Durante la battaglia di Gideon si scontra con Marie Adler, e nonostante all'inizio la metta in difficoltà finisce per essere sconfitto. In seguito, quando capisce la vera natura di Franklin, decide di abbandonare il clan. La sua classe, King of Orchestras, gli permette di incrementare gli effetti delle abilità musicali, tra cui Orchestral King's Conducting, che moltiplica più volte gli effetti riducendo il consumo di PM e PS a una frazione, e Final Orchestra, che invece li aumenta di dieci volte al costo del 90% degli PS. Il suo Embryo, Quattro bestie musicali Bremen, è un Type Legion dall'aspetto di automi scheletrici composti da: Percussioni, un coboldo con grancassa capace di generare vibrazioni soniche, tra cui l'Heartbeat Palpitation, un campo di vibrazione ad ampia area in grado di polverizzare la pietra; Strumenti a corda, un centauro con violino che produce ultrasuoni; Fiato, un cat sith con flauto che genera una musica ipnotica; e Tastiera, un'arpia con la tastiera di un clavicembalo focalizzata su attacchi sonici a bassa frequenza. La sua Abilità definitiva consiste nel collegare i quattro membri tramite degli spinotti in modo da incrementare gli effetti di ciascuno.